# 현대 엑센트
현대 엑센트(Hyundai Accent)는 대한민국의 대표적인 자동차 제조업체인 현대자동차의 대표적인 전륜구동 방식의 소형차이다. 차명인 엑센트는 영어로는 '강세', '강조'라는 뜻 외에도 '신기술로 자동차의 신기원을 창조하는 신세대의 자동차(Advanced Compact Car of Epochmaking New Technology)'의 약자이기도 하다. 그러나 외래어 표기법상으로는 액센트가 맞으며, 실제 영어 발음도 액센트에 가깝다. 그러나 어감을 고려하여 엑센트가 공식 차명이 되었다. 세계적으로는 베르나를 포함해 6세대가 판매 중이며, 본 문서에서도 이를 따른다.

## 1세대(X3)

### 엑센트(1994년4월~1997년2월)

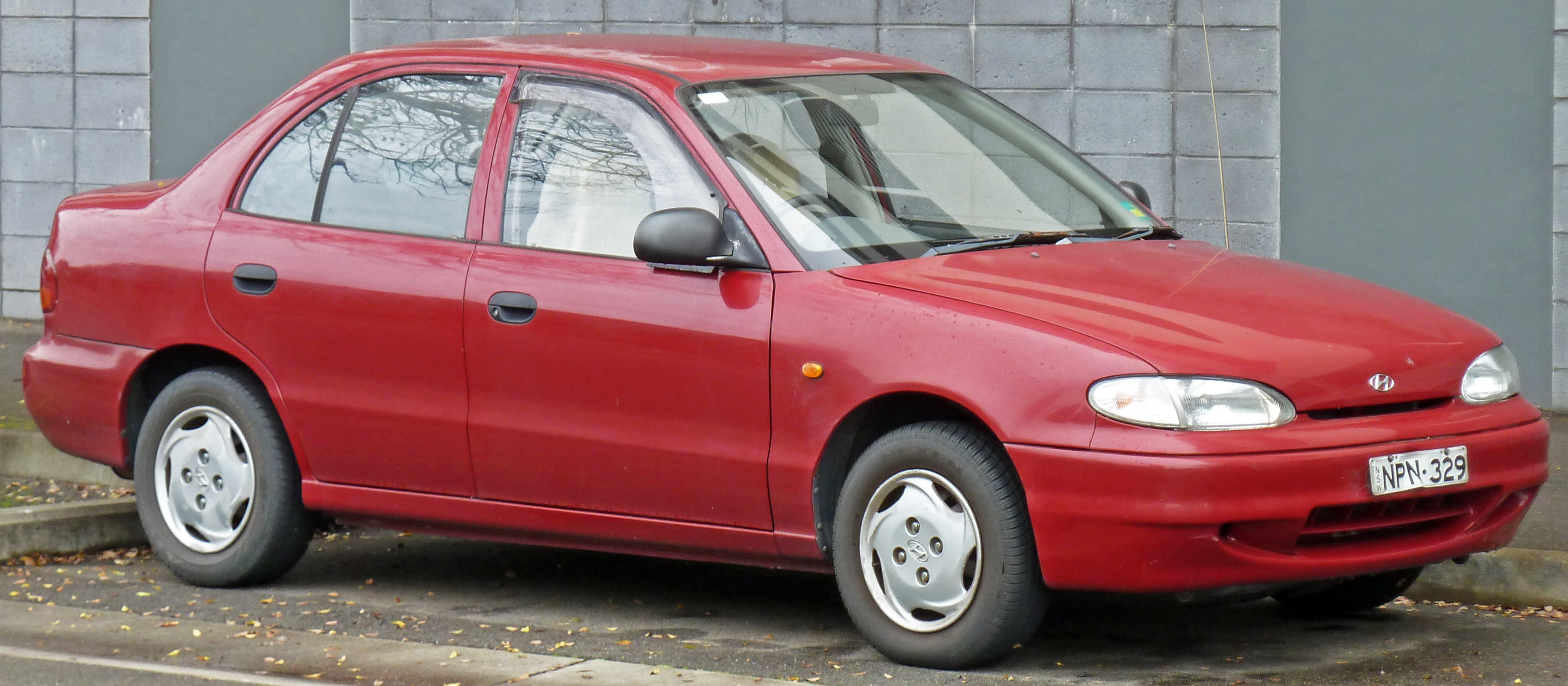
현대 엑센트 (4도어) 정측면

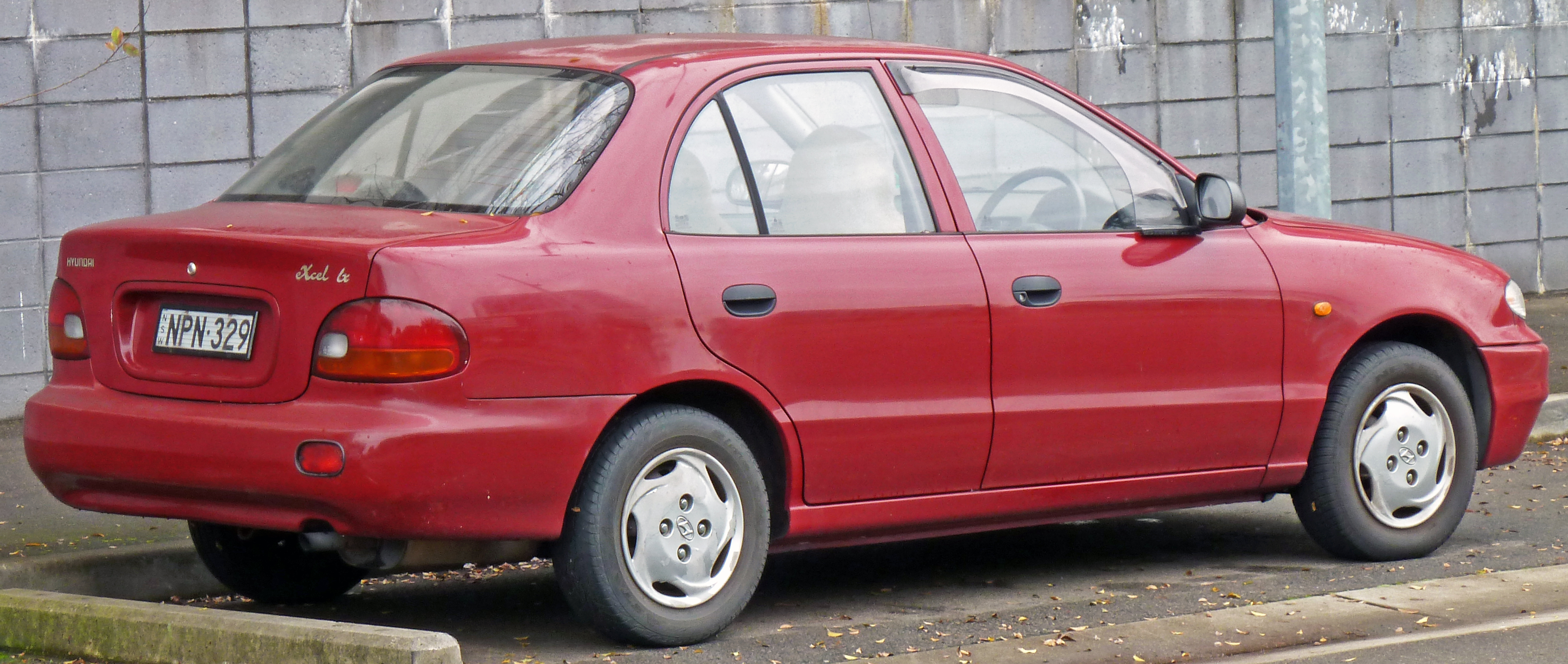
현대 엑센트 (4도어) 후측면

1994년 4월 1일에 출시했다. 엑셀의 후속 차종으로 출시된 엑센트는 엑셀의 진부함에서 벗어난 곡선 위주로 디자인된 올 라운드 클린 바디와 젊은 감각에 맞는 개성있는 색상 등이 돋보였다. 플랫폼과 파워트레인을 대한민국 자동차 최초로 100% 독자 기술로 개발하여 미쓰비시 자동차 공업에 로열티를 주는 불편을 해소하게 되었고, 부품의 85% 이상을 재활용할 수 있도록 리사이클링 기술도 적용되었다. 대한민국산 소형차 최초로 ABS와 운전석 에어백을 옵션으로 적용하여 안전성을 높였다. 호주, 네덜란드, 벨기에에서는 엑셀이라는 차명으로, 프랑스에서는 포니라는 차명으로 판매되었으며, 호주에서는 1996년에 소형차 판매 3위를 기록하기도 했다. 당시 경쟁 차종으로는 기아 프라이드와 기아 아벨라, 대우 르망, 대우 씨에로, 대우 라노스 등이 있었다. 개선된 1.3L SOHC 알파 엔진과 1.5L SOHC 알파 엔진을 얹어 기존 엑셀에 비해 성능이 향상되어 기아 프라이드를 제치고, 소형차 시장의 선두가 되었다. 같은 해 8월 23일에는 3도어 타입의 프로 엑센트와 5도어 타입의 유로 엑센트를 내놓아 선택의 폭을 넓혔는데, 대한민국산 자동차로서는 처음으로 트렁크가 세단처럼 살짝 돌출된 테라스 해치백 스타일을 채택하였으며, 당시 광고 모델로 이문세, 이수만, 유열이 출연하였다.

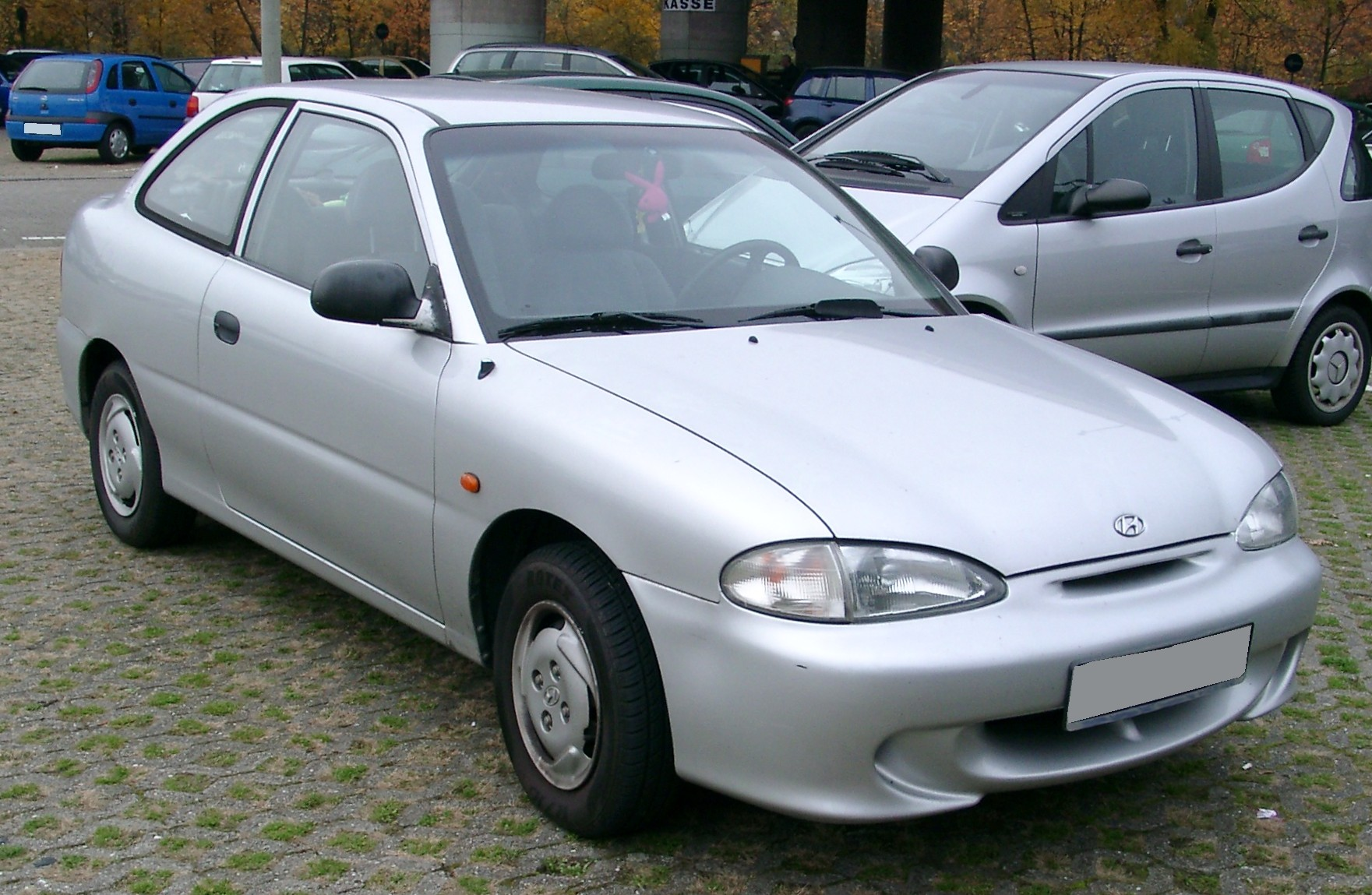
현대 프로 엑센트 (3도어) 정측면
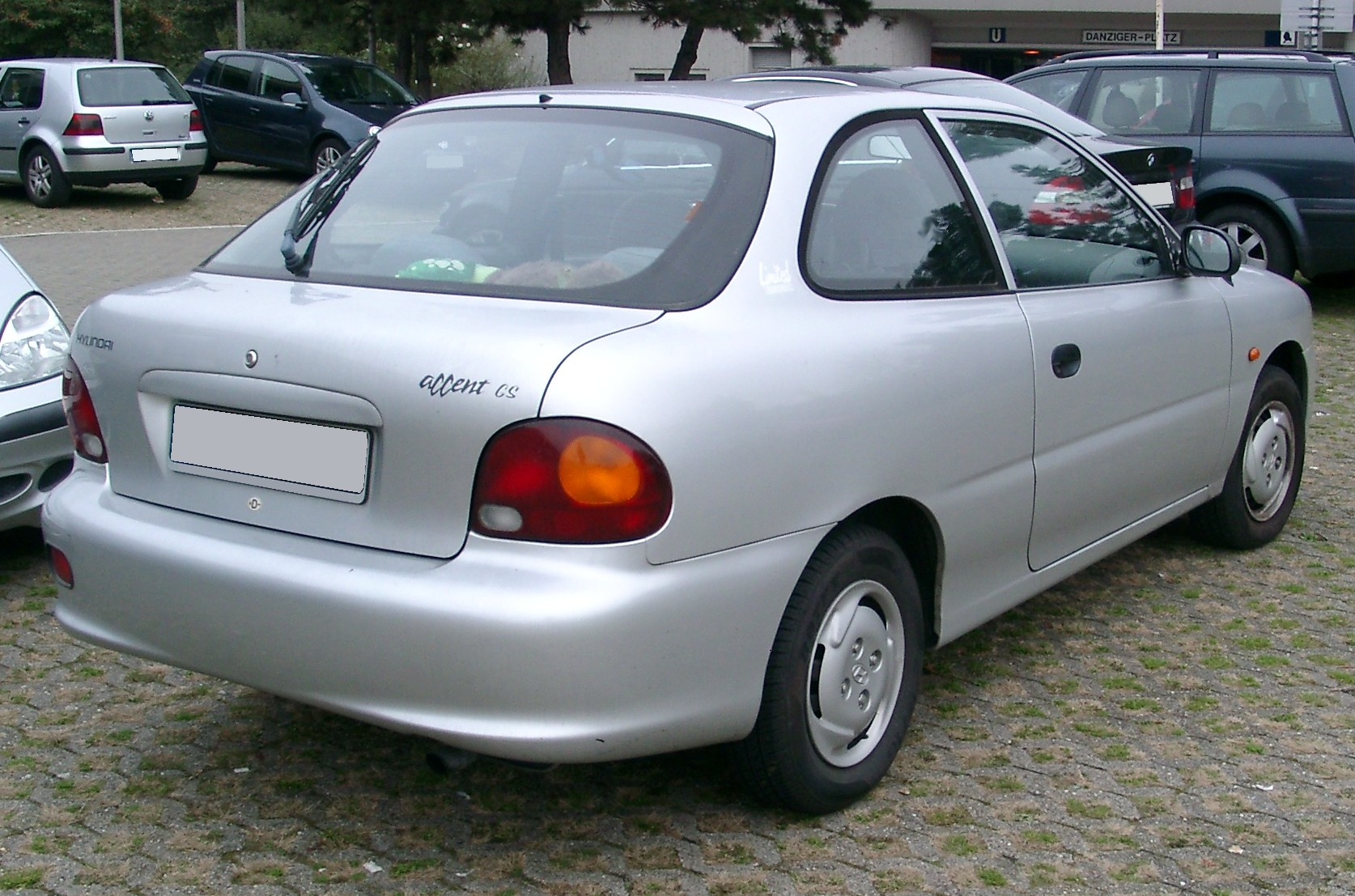
현대 프로 엑센트 (3도어) 후측면
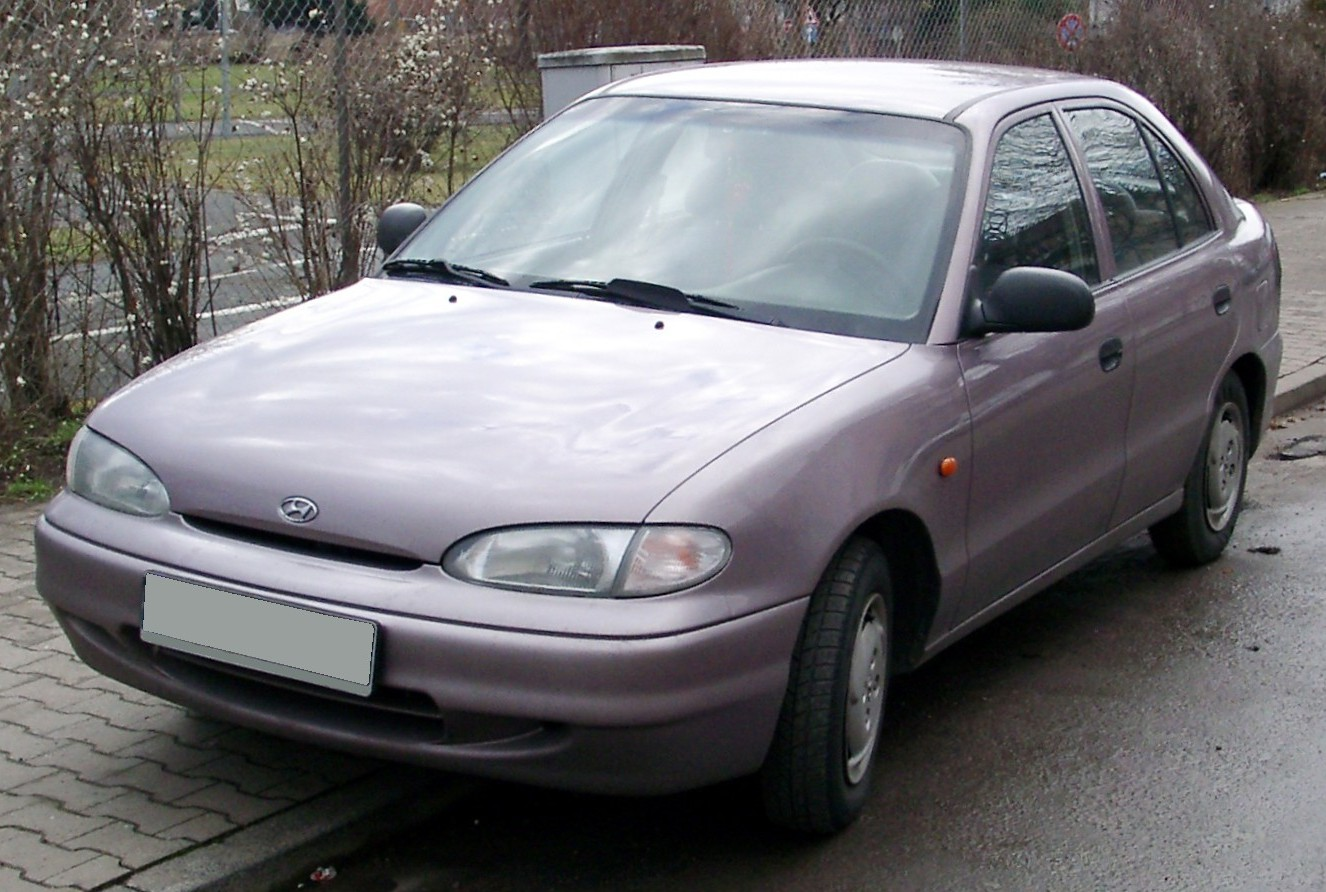
현대 유로 엑센트 (5도어) 정측면
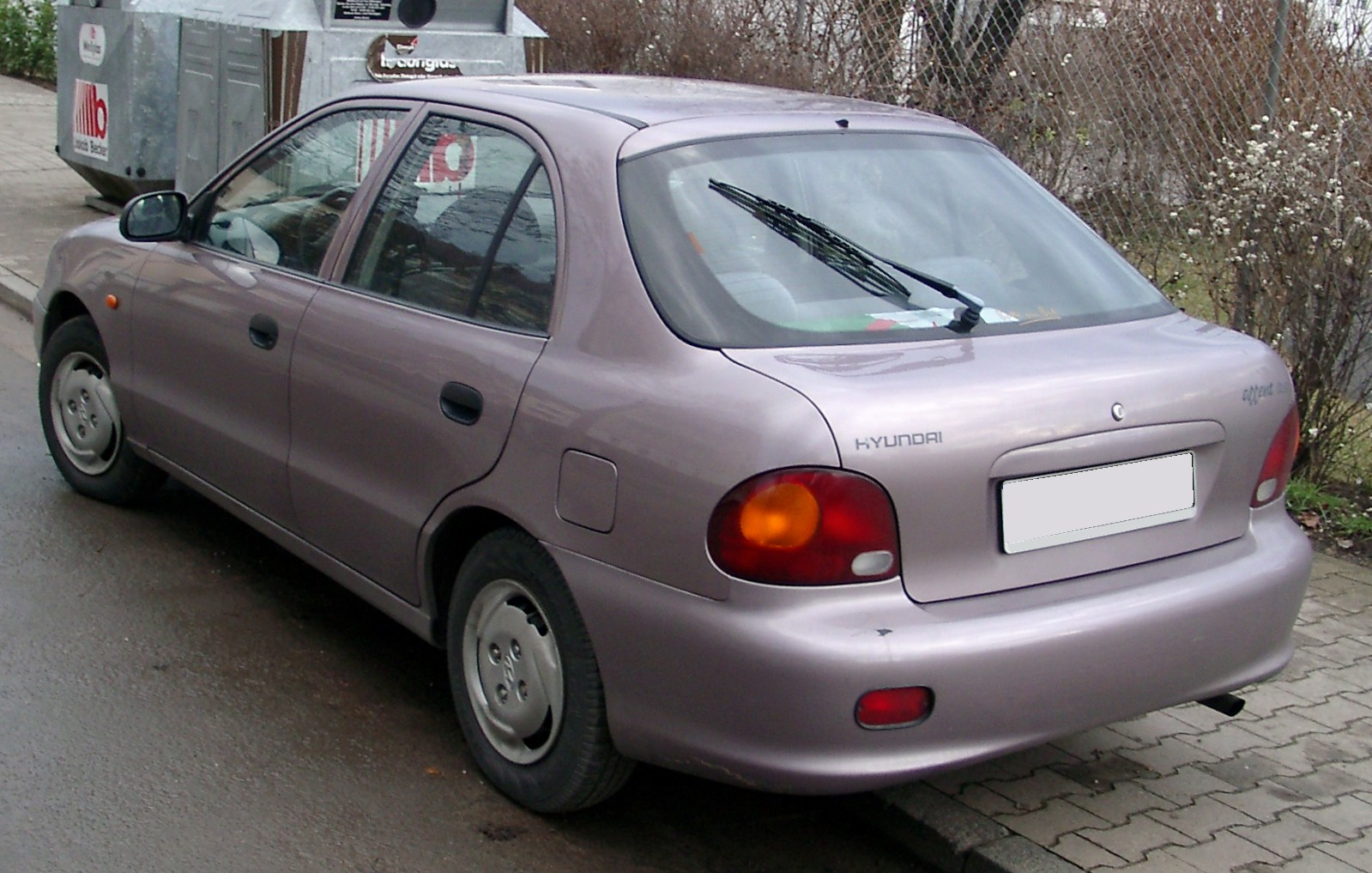
현대 유로 엑센트 (5도어) 후측면

| 구분                 | 1.3L 알파 SOHC                                                  | 1.5L 알파 SOHC                                                  |
| -------------------- | --------------------------------------------------------------- | --------------------------------------------------------------- |
| 전장 (mm)            | 4,105(3도어 프로 엑센트, 5도어 유로 엑센트) 4,115(4도어 엑센트) | 4,105(3도어 프로 엑센트, 5도어 유로 엑센트) 4,115(4도어 엑센트) |
| 전폭 (mm)            | 1,620                                                           | 1,620                                                           |
| 전고 (mm)            | 1,395                                                           | 1,395                                                           |
| 축거 (mm)            | 2,400                                                           | 2,400                                                           |
| 윤거 (전, mm)        | 1,420                                                           | 1,420                                                           |
| 윤거 (후, mm)        | 1,410                                                           | 1,410                                                           |
| 승차 정원            | 5명                                                             | 5명                                                             |
| 변속기               | 수동 5단 자동 4단                                               | 수동 5단 자동 4단                                               |
| 구동 형식            | 전륜구동                                                        | 전륜구동                                                        |
| 엔진 형식            | G4EH                                                            | G4EK                                                            |
| 연료                 | 가솔린                                                          | 가솔린                                                          |
| 배기량 (cc)          | 1,341                                                           | 1,495                                                           |
| 최고 출력 (ps/rpm)   | 86/5,800                                                        | 96/6,000                                                        |
| 최고 속도 (km/h)     | -                                                               | 180(수동 5단)/ 173(자동 4단)                                    |
| 최대 토크 (kg*m/rpm) | 12.5                                                            | 13.9                                                            |
| 연료 탱크 용량 (L)   | 45                                                              | 45                                                              |
| 요소수 탱크 용량 (L) | -                                                               | -                                                               |
| 공차 중량 (kg)       | 935(수동 5단)/ 955(자동 4단)                                    | 990(수동 5단)/ 1,010(자동 4단)                                  |
| 연비 (km/L)          | 16.6(수동 5단)/ 14.3(자동 4단)                                  | 15.8(수동 5단)/ 13.8(자동 4단)                                  |

### 뉴 엑센트(1997년2월~1999년6월)

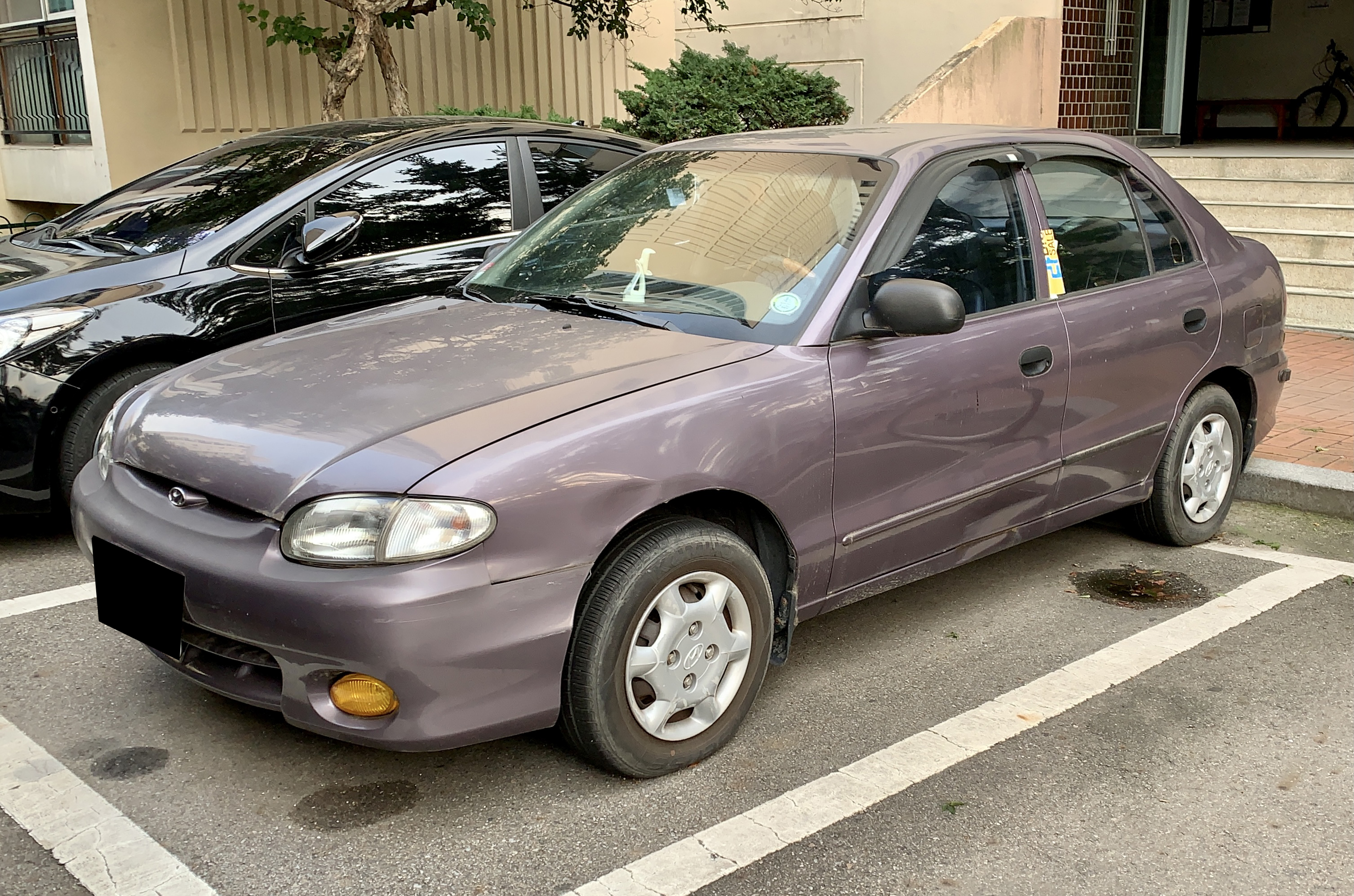
현대 뉴 엑센트 (4도어) 정측면

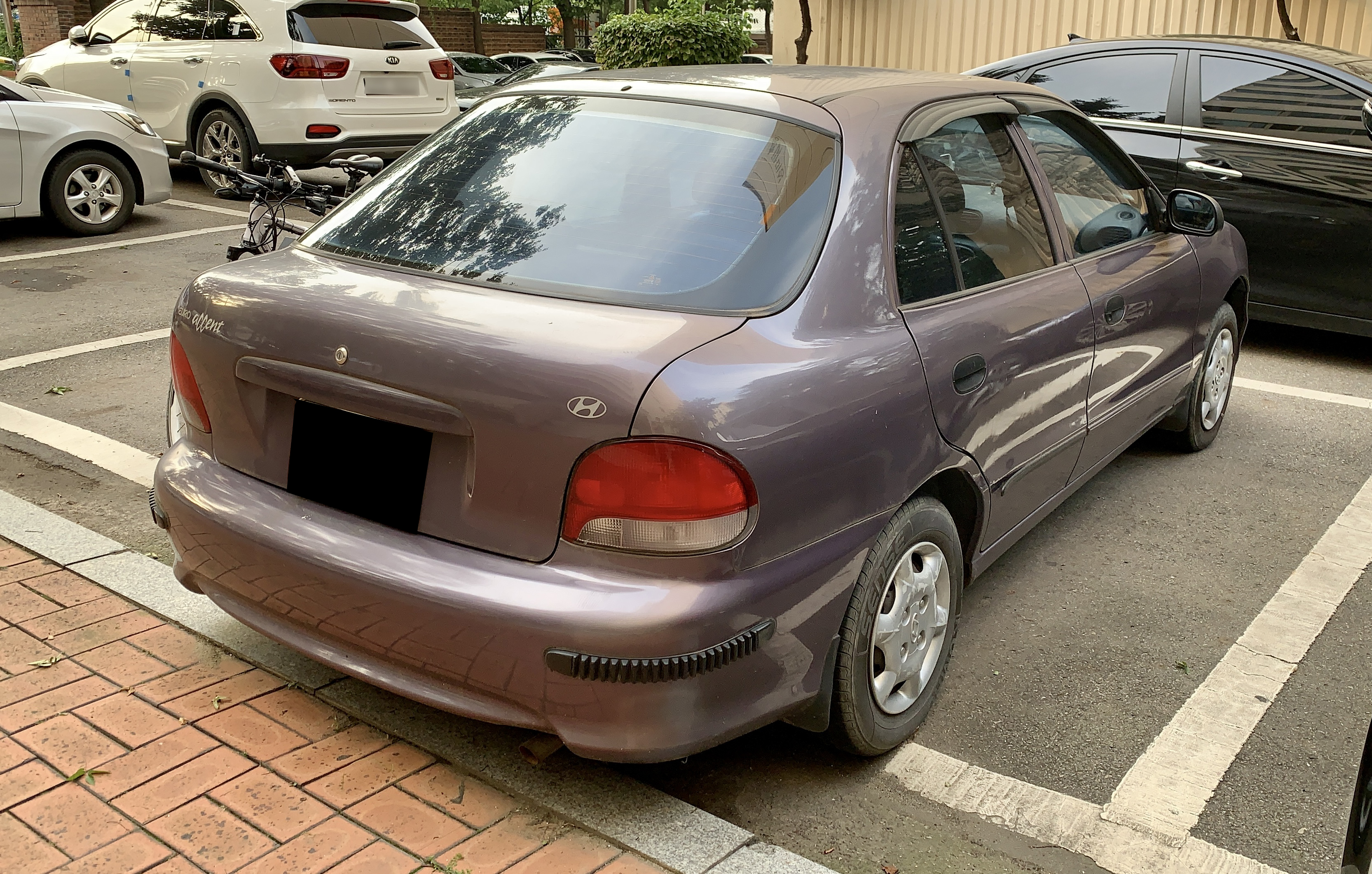
현대 뉴 엑센트 (4도어) 후측면

대우 르망과 씨에로의 통합 후속 차종으로 선보인 라노스에 대항하기 위하여 1997년 2월 14일에 페이스 리프트를 거친 뉴 엑센트가 출시되었다. 아반떼(J2)에 적용된 1.5L DOHC 알파 엔진을 얹었다. 특히 프로 엑센트에는 별도 바디킷까지 장착된 TGR 트림도 추가되었다. 같은 해 12월 23일에는 IMF 위기에 대응하기 위한 연료 절감형 1.5L DOHC 알파 린번 엔진이 새로 추가되었다. 후속 차종인 베르나가 1999년 6월 8일에 선보이며 단종되었으나, 엑센트는 해외에서 베르나의 수출명으로 이용되며 명맥을 이어 나갔다. 중국에서는 기아자동차에서 천리마라는 차명으로 판매되었다.

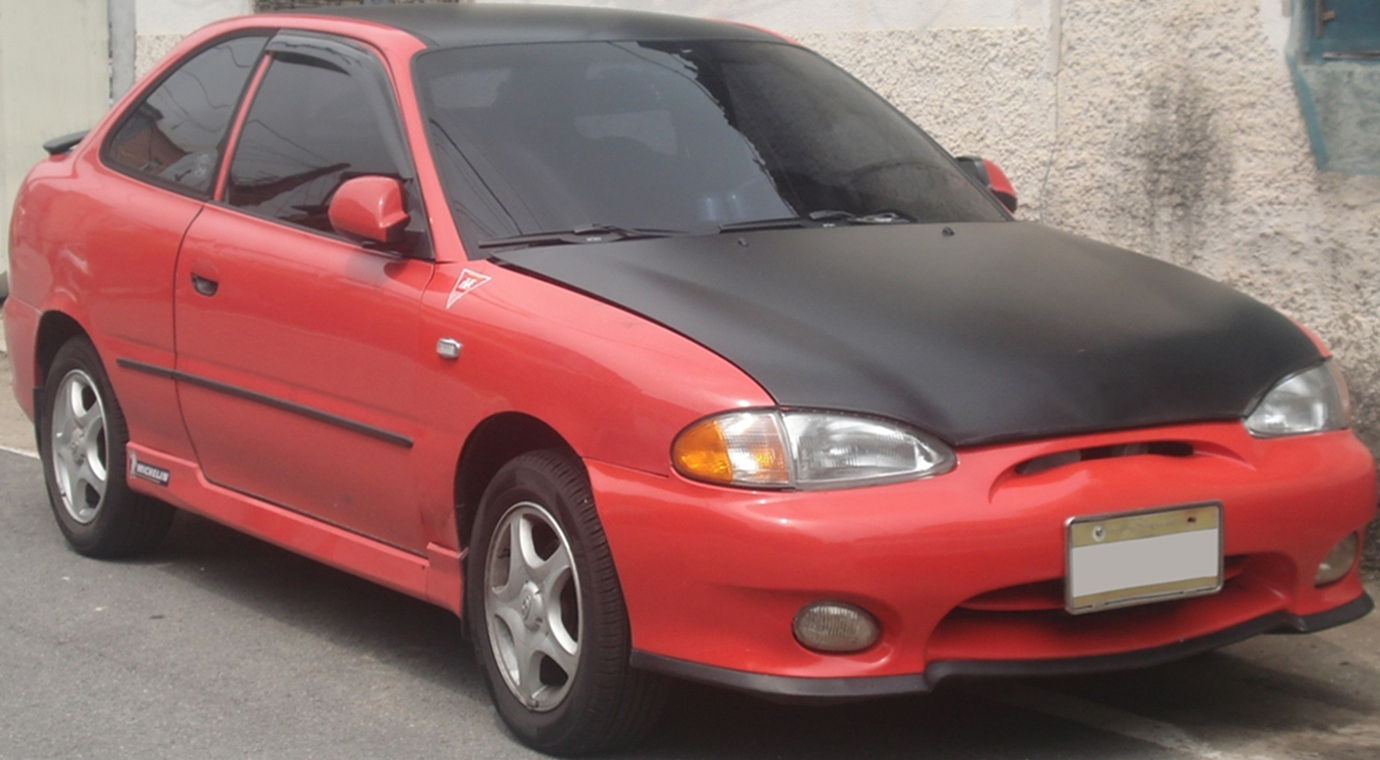
현대 뉴 프로 엑센트 (3도어) 정측면
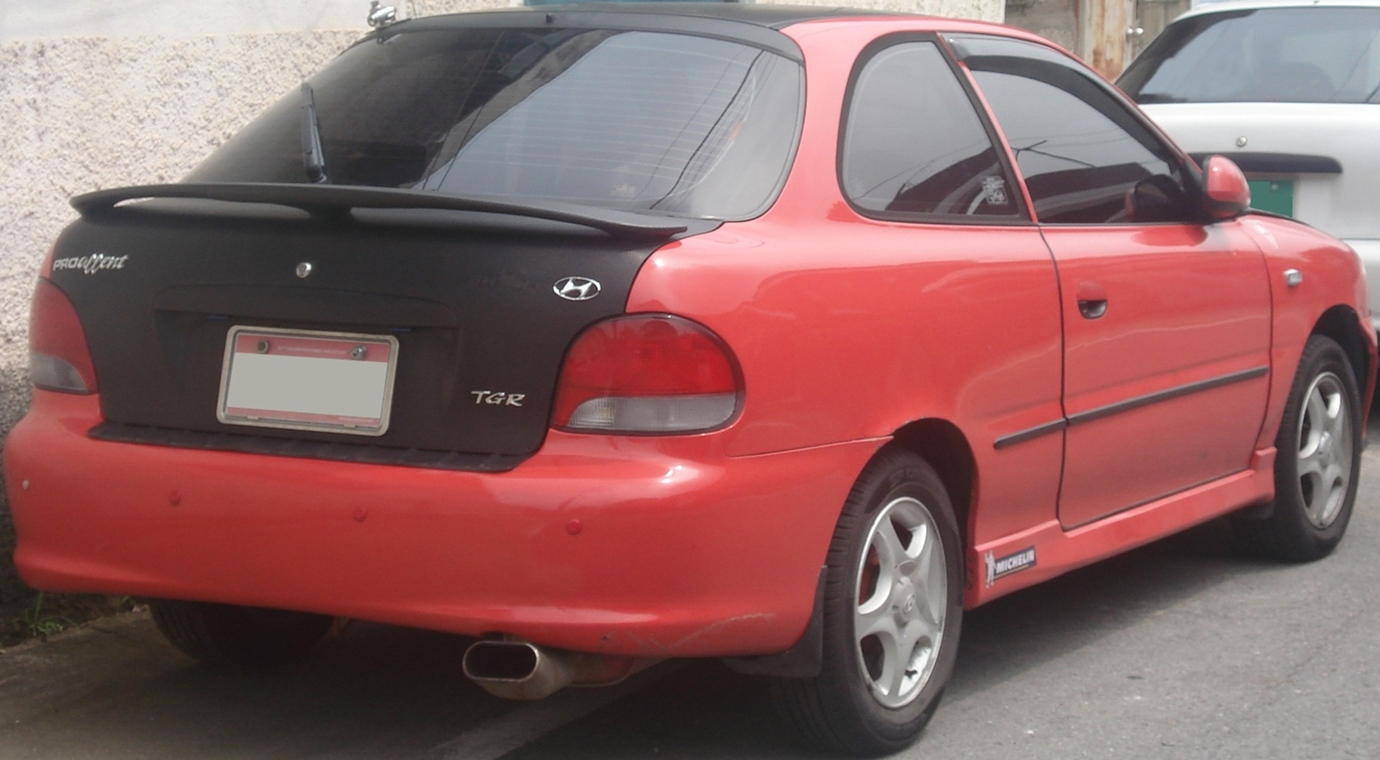
현대 뉴 프로 엑센트 (3도어) 후측면
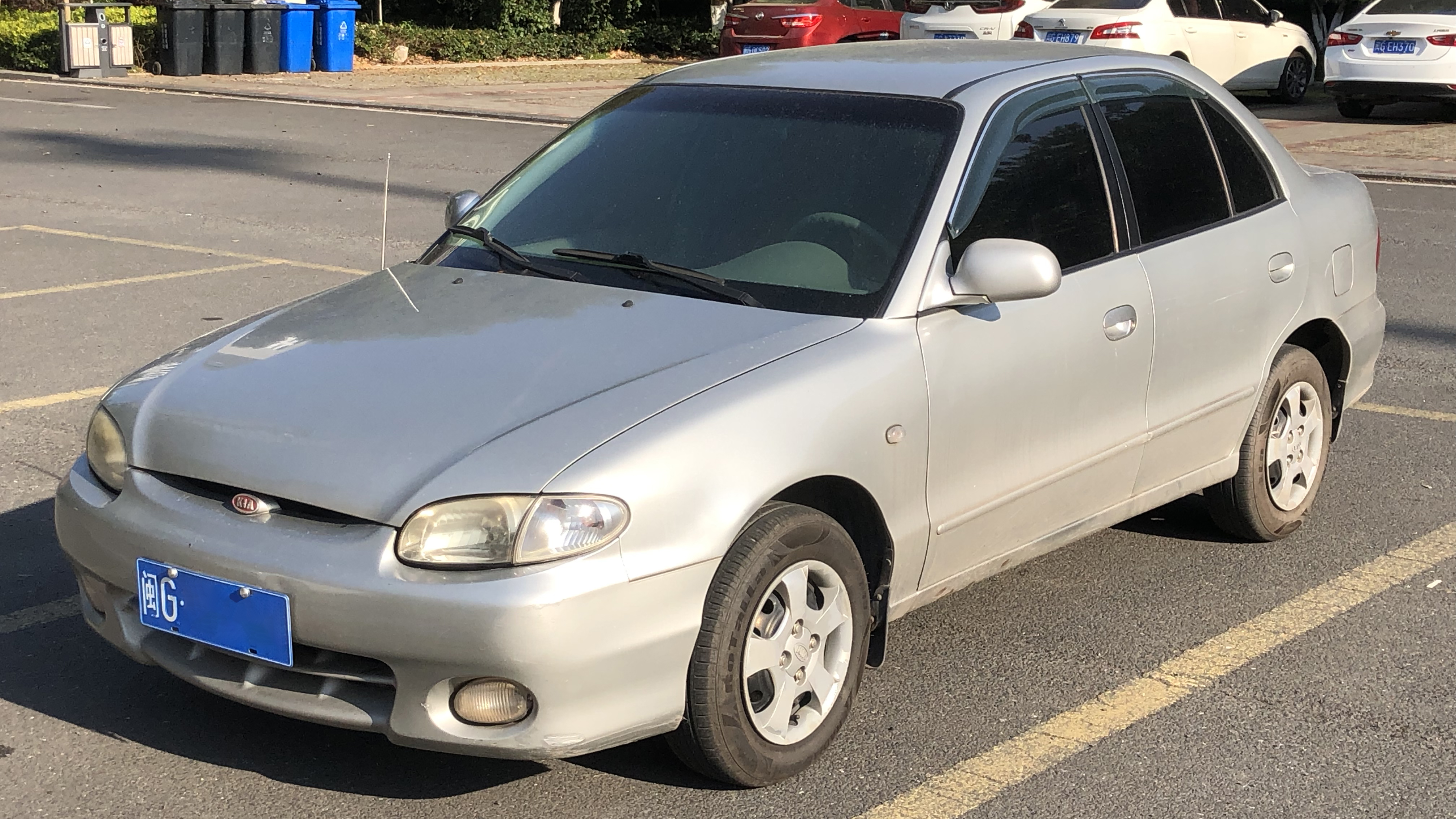
기아 천리마 (전기형) 정측면
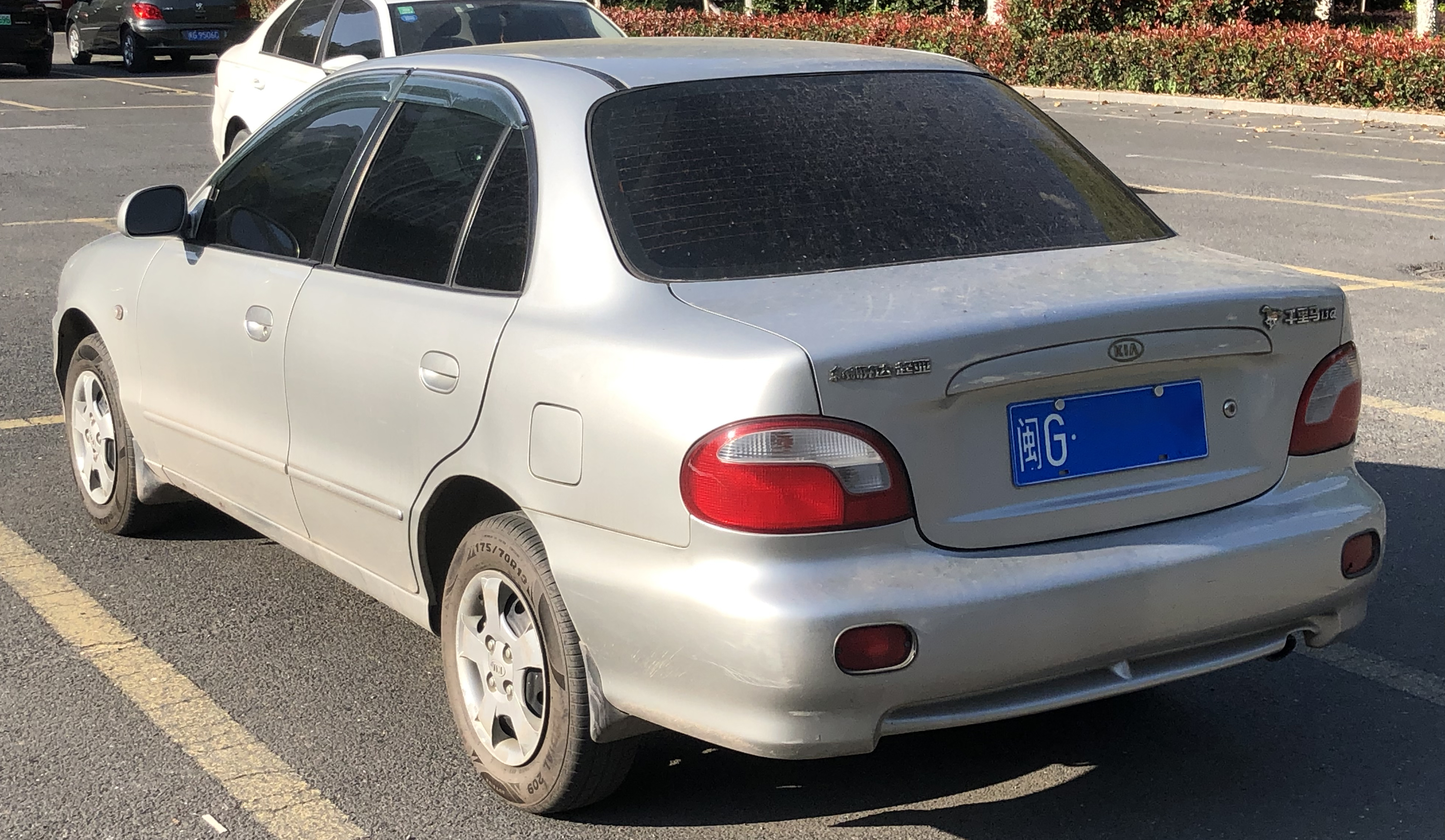
기아 천리마 (전기형) 후측면
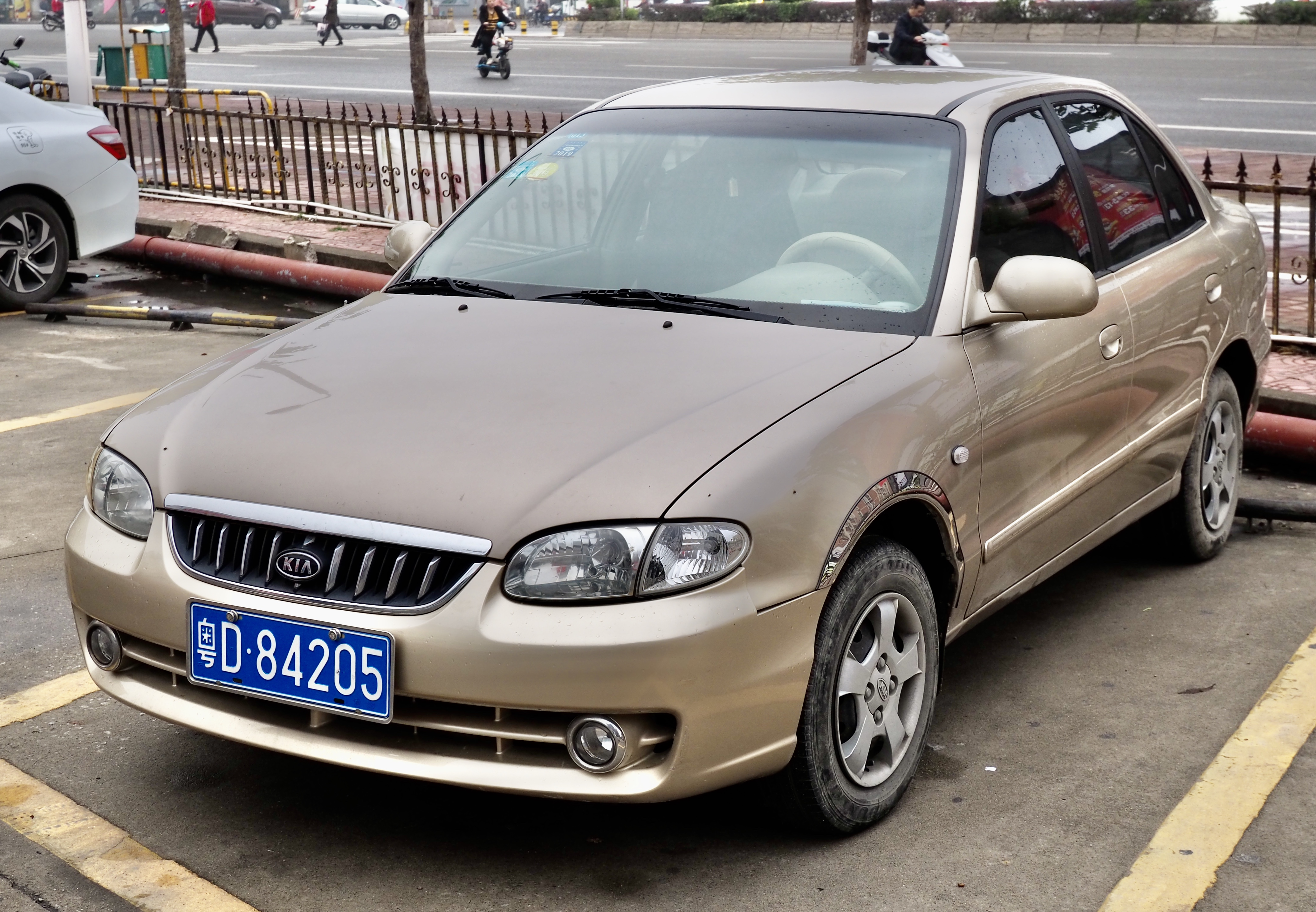
기아 천리마 (후기형) 정측면
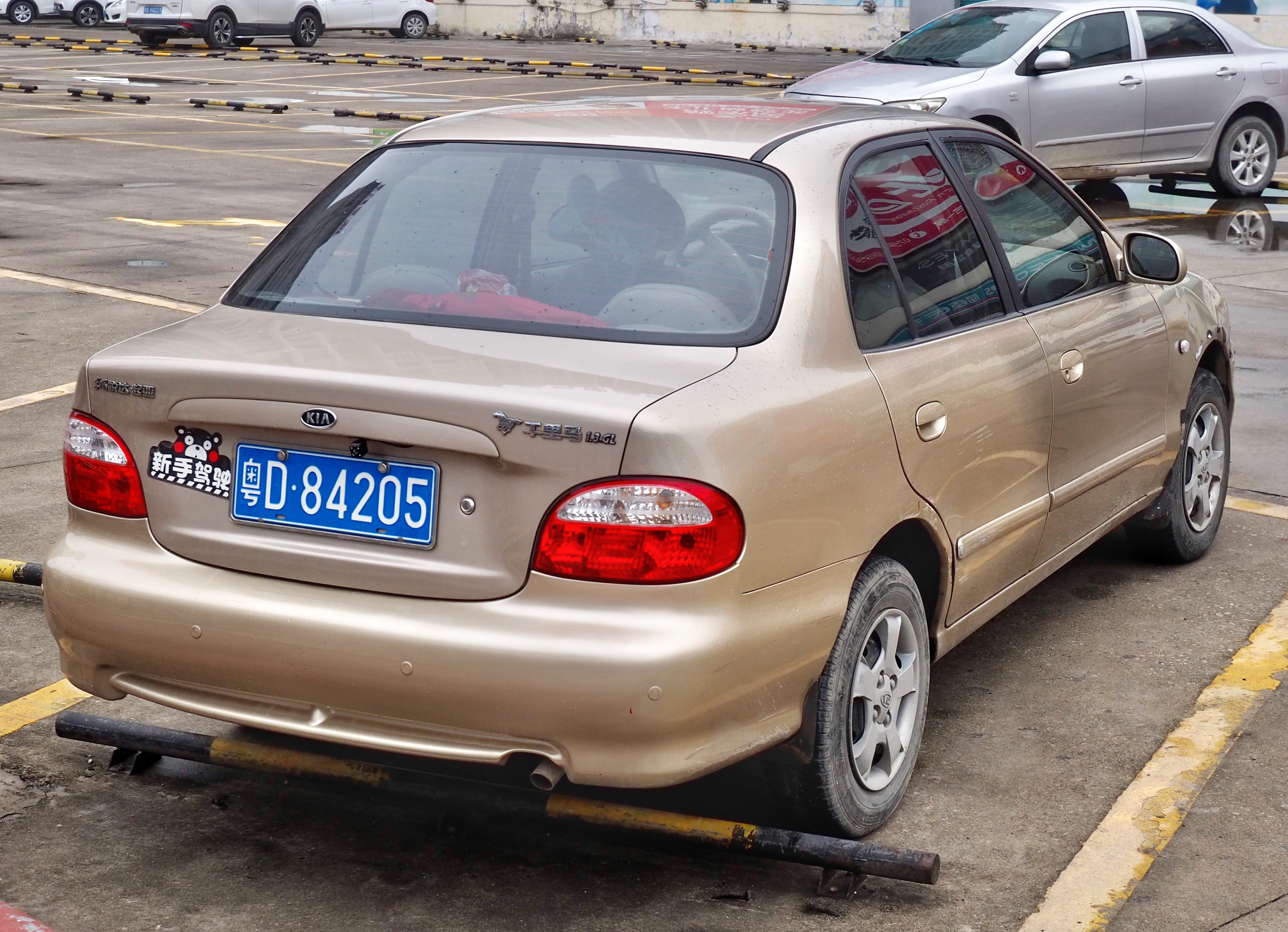
기아 천리마 (후기형) 후측면

| 구분                 | 1.3L 알파 SOHC                                                  | 1.5L 알파 SOHC                                                  | 1.5L 알파 DOHC 린번                                             | 1.5L 알파 DOHC                                                  |
| -------------------- | --------------------------------------------------------------- | --------------------------------------------------------------- | --------------------------------------------------------------- | --------------------------------------------------------------- |
| 전장 (mm)            | 4,105(3도어 프로 엑센트, 5도어 유로 엑센트) 4,115(4도어 엑센트) | 4,105(3도어 프로 엑센트, 5도어 유로 엑센트) 4,115(4도어 엑센트) | 4,105(3도어 프로 엑센트, 5도어 유로 엑센트) 4,115(4도어 엑센트) | 4,105(3도어 프로 엑센트, 5도어 유로 엑센트) 4,115(4도어 엑센트) |
| 전폭 (mm)            | 1,620(3도어 프로 엑센트, 4도어 엑센트) 1,630(3도어 프로 엑센트) | 1,620(3도어 프로 엑센트, 4도어 엑센트) 1,630(3도어 프로 엑센트) | 1,620(3도어 프로 엑센트, 4도어 엑센트) 1,630(3도어 프로 엑센트) | 1,620(3도어 프로 엑센트, 4도어 엑센트) 1,630(3도어 프로 엑센트) |
| 전고 (mm)            | 1,395                                                           | 1,395                                                           | 1,395                                                           | 1,395                                                           |
| 축거 (mm)            | 2,400                                                           | 2,400                                                           | 2,400                                                           | 2,400                                                           |
| 윤거 (전, mm)        | 1,420                                                           | 1,420                                                           | 1,420                                                           | 1,420                                                           |
| 윤거 (후, mm)        | 1,410                                                           | 1,410                                                           | 1,410                                                           | 1,410                                                           |
| 승차 정원            | 5명                                                             | 5명                                                             | 5명                                                             | 5명                                                             |
| 변속기               | 수동 5단 자동 4단                                               | 수동 5단 자동 4단                                               | 수동 5단 자동 4단                                               | 수동 5단 자동 4단                                               |
| 구동 형식            | 전륜구동                                                        | 전륜구동                                                        | 전륜구동                                                        | 전륜구동                                                        |
| 엔진 형식            | G4EH                                                            | G4EK                                                            | G4FK                                                            | G4FK                                                            |
| 연료                 | 가솔린                                                          | 가솔린                                                          | 가솔린                                                          | 가솔린                                                          |
| 배기량 (cc)          | 1,341                                                           | 1,495                                                           | 1,495                                                           | 1,495                                                           |
| 최고 출력 (ps/rpm)   | 86/5,500 (이후 85/5,500으로 변경)                               | 96/5,500 (이후 95/5,500으로 변경)                               | 95/5,500                                                        | 110/6,000 (이후 104/5,800으로 변경)                             |
| 최대 토크 (kg*m/rpm) | 12.5/3,000 (이후 12.0/3,000으로 변경)                           | 13.9/3,000 (이후 13.6/3,000으로 변경)                           | 13.6/3,000                                                      | 14.8/4,700 (이후 14.3/4,000으로 변경)                           |
| 연료 탱크 용량 (L)   | 45                                                              | 45                                                              | 45                                                              | 45                                                              |
| 요소수 탱크 용량 (L) | -                                                               | -                                                               | -                                                               | -                                                               |
| 공차 중량 (kg)       | 935(수동 5단)/ 955(자동 4단)                                    | 990(수동 5단)/ 1,010(자동 4단)                                  | 987(수동 5단) (이후 1,011(수동 5단으로 변경)/ 1,051(자동 4단)   | 987(수동 5단)/ 1,015(자동 4단)                                  |
| 연비 (km/L)          | 18.8(수동 5단)/ 14.3(자동 4단)                                  | 15.8(수동 5단)/ 13.8(자동 4단)                                  | 18.9(수동 5단)/ 15.3(자동 4단)                                  | 15.8(수동 5단)/ 13.6(자동 4단)                                  |

## 4세대(RB)

### 엑센트(2010년11월~2019년7월)

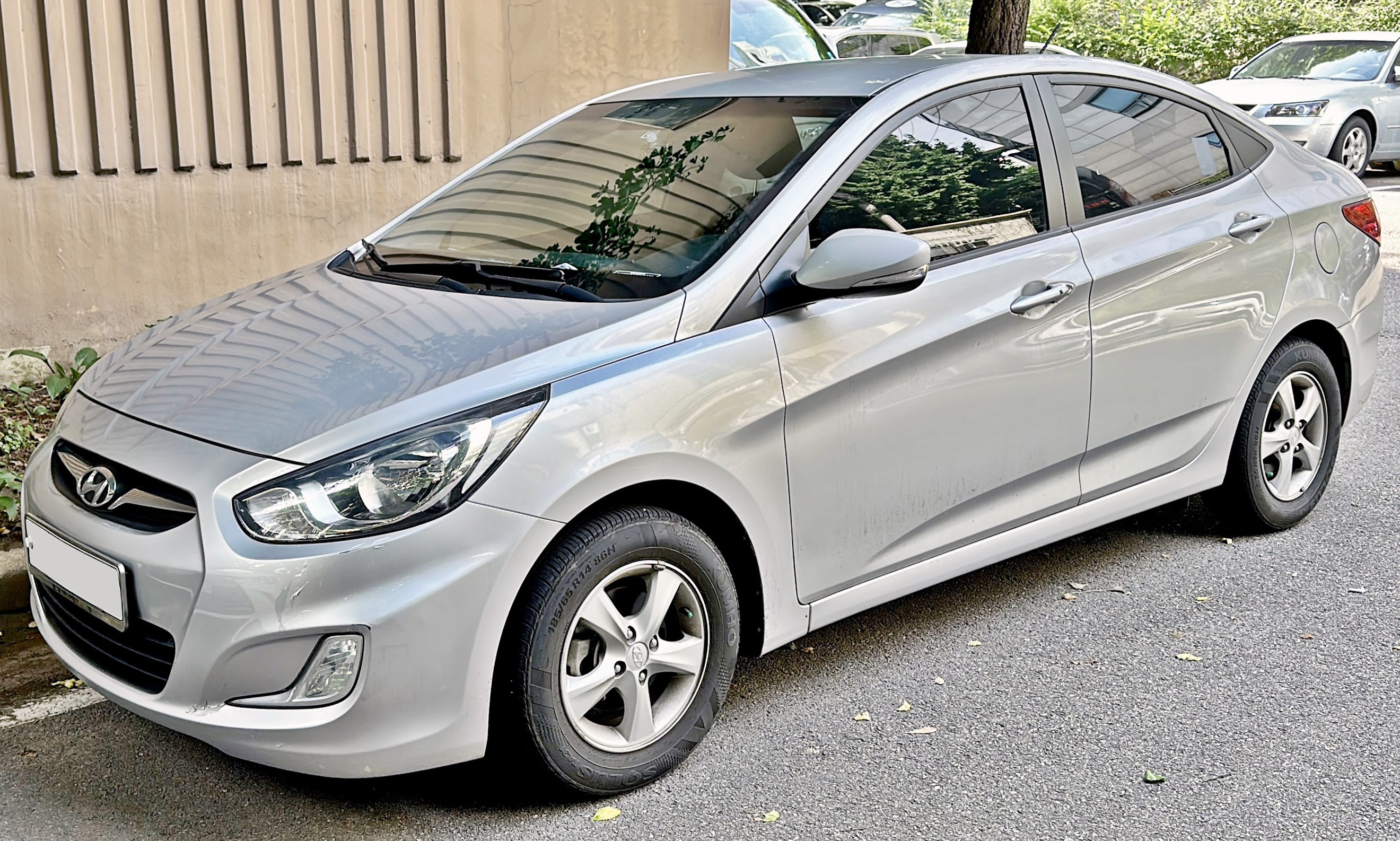
현대 엑센트 (4도어) 정측면

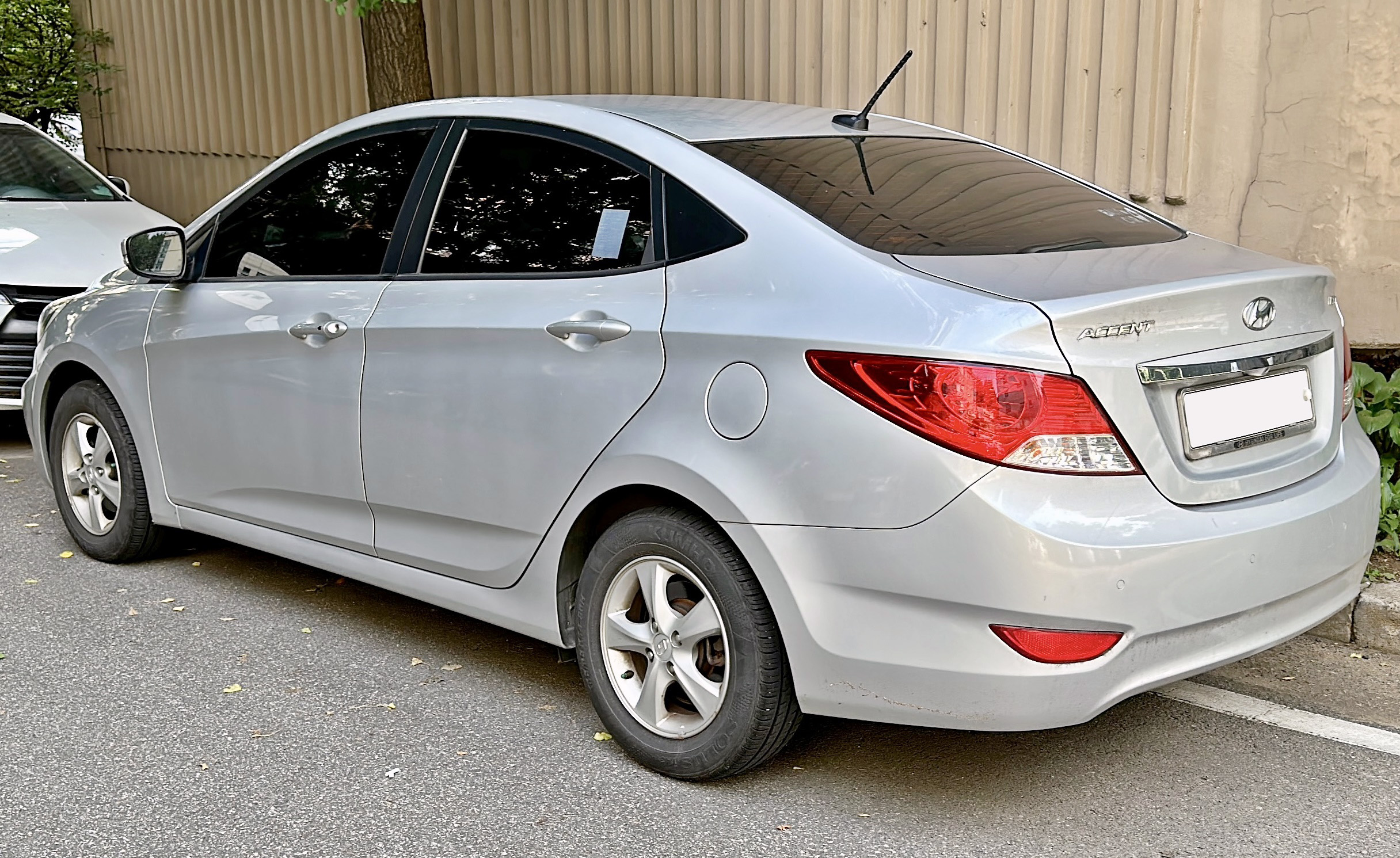
현대 엑센트 (4도어) 후측면

2010년 4월에 중국에서 개최된 베이징 모터쇼에서 베르나로 공개되었고, 이후 중국에서 베르나로 판매를 시작하였다. 이와 프론트 디자인을 달리한 쇼카 RB가 같은 해 8월에 개최된 모스크바 모터쇼에서 공개되었고, 9월에 쏠라리스라는 차명으로 발표되었다. 러시아에서 판매되는 쏠라리스는 현지 전략 차종으로 자리잡았으며, 생산은 현대자동차의 상트페테르부르크 현지공장에서 행해진다. 그러나 대한민국에서는 베르나의 낮은 인지도, 내수명과 수출명의 통일 등을 고려해 차명이 엑센트로 부활하여 같은 해 11월 2일에 출시되었다. 탤런트 주원이 1호차 주인공으로 선정되어 차량을 받았다. 베르나의 진부함에서 벗어나 현대자동차의 패밀리 룩이 반영된 디자인은 아반떼(MD/JK), 쏘나타(YF), 그랜저(HG)와 궤를 같이한다. 2011년 3월 2일에는 클릭 후속 모델인 5도어 해치백 모델인 엑센트 위트와 136마력 1.6L U Ⅱ 디젤 엔진이 추가되었으며, 디젤 엔진은 6단 수동변속기 사양의 연비가 좋아서 인기를 끌었다. 2013년 3월 6일에는 선택 사양이던 차체 자세 제어 장치가 모든 트림에 기본 사양으로 적용되고, 열선 내장 사이드 미러, 프로젝션 헤드 램프, 뒷 좌석 센터 3점식 시트 벨트, 그린 애플 색상 등이 신규 적용된 2013년형이 선보였다. 이 때 카파 엔진의 1.4리터 버전을 처음 선보였다. 1.4L 감마 엔진에는 여전히 4단 자동변속기가 조합되었으나, 5단 수동변속기를 대체한 6단 수동변속기는 1.4L 감마 엔진 대신 새로 추가된 100마력 1.4L 카파 엔진에 조합되었다. 또한 2013년형부터는 1.6L 감마 GDI 엔진에 6단 수동변속기가 삭제되었다. 같은 해 10월 13일에 선보인 2014년형은 1.4L 엔진이 감마 엔진에서 카파 엔진으로 완전히 대체됐고, 1.4리터 엔진에 적용된 자동변속기도 기존 4단에서 현대파워텍의 CVT로 대체되었다. 그리고 벨로스터에 적용되던 계열인 비타민 C 색상이 추가되었다. 2014년 9월 15일에 선보인 2015년형은 타이어 공기압 경보 장치가 기본 적용되고, 1열 사이드&커튼 에어백에 롤 오버 대응 기능이 추가되었다. 또한 다즐링 블루와 미스틱 베이지 색상이 추가되고, 그린 애플 색상과 비타민 C 색상은 삭제되었다. 2015년 1월 8일에는 1.6L U Ⅱ 디젤 엔진에 한하여 4단 자동변속기가 7단 DCT로 대체되고, 새로운 배기 가스 규제인 유로 6를 만족시킴과 동시에 성능이 향상되었다. 같은 해 10월 7일에는 전용 커스터마이징 패키지를 적용하여 외관 디자인을 차별화한 튜익스 크래용이 선보였고, 엑센트 위트에 3개의 신규 트림이 신설되었다.
2017년 5월에 감마 1.6 GDI가 단종되고, 2018년 8월에는 1.6리터 커먼레일 디젤 엔진 모델이 단종되어 엔진은 카파 1.4 DOHC만 남았다.
2019년 7월에 최종적으로 생산이 중지됐고, 2019년 12월에 재고 103대를 소진시키며 막을 내렸다. 엑센트의 자리는 크로스오버 해치백인 베뉴가 대체한다. 단종 소식 이후 운전면허 시험장과 운전전문학원에서 이용할 2종 보통 면허시험용 및 도로연수용 차량을 새로 구할 수 없게 되어 다른 차종들을 운전교습용으로 개조해서 사용하는 일이 발생했고, 이에 운전학원 업계의 요청으로 현대자동차가 베뉴의 운전교습용 사양을 2020년 12월 8일에 추가하기로 합의하면서 차령이 다 되어 가는 운전교습용 차량들은 점차 베뉴로 교체되고 있다.
여담으로 이 차가 닷지 애티튜드 2세대 원판이었으나 결국 세르지오 마키오네의 결단으로 제휴가 파기되면서 미쓰비시 미라지 기반으로 후속 애티튜드가 나오며 단종되었다.

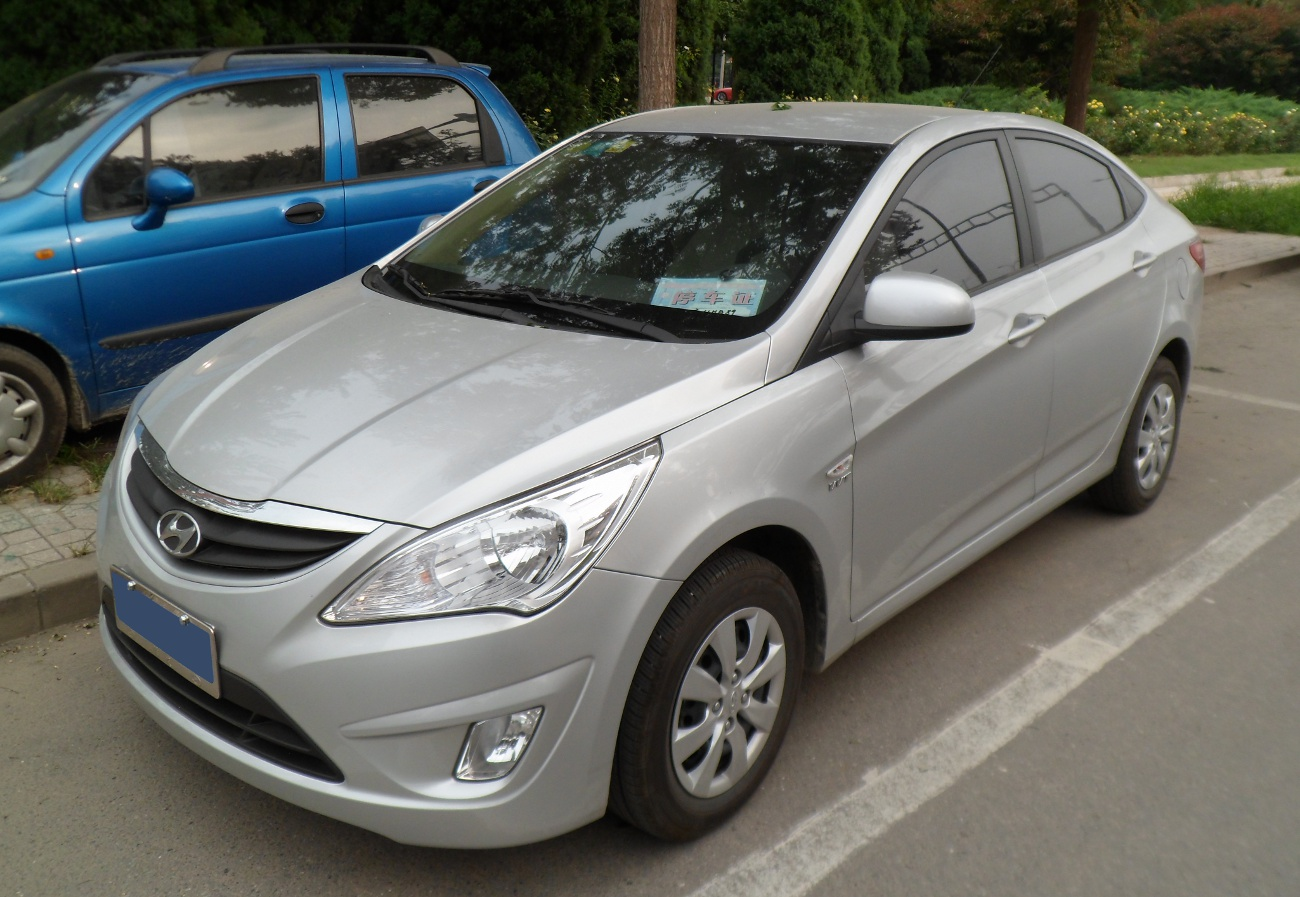
현대 베르나 루이나 (중국 현지 차종, 전기형) 정측면
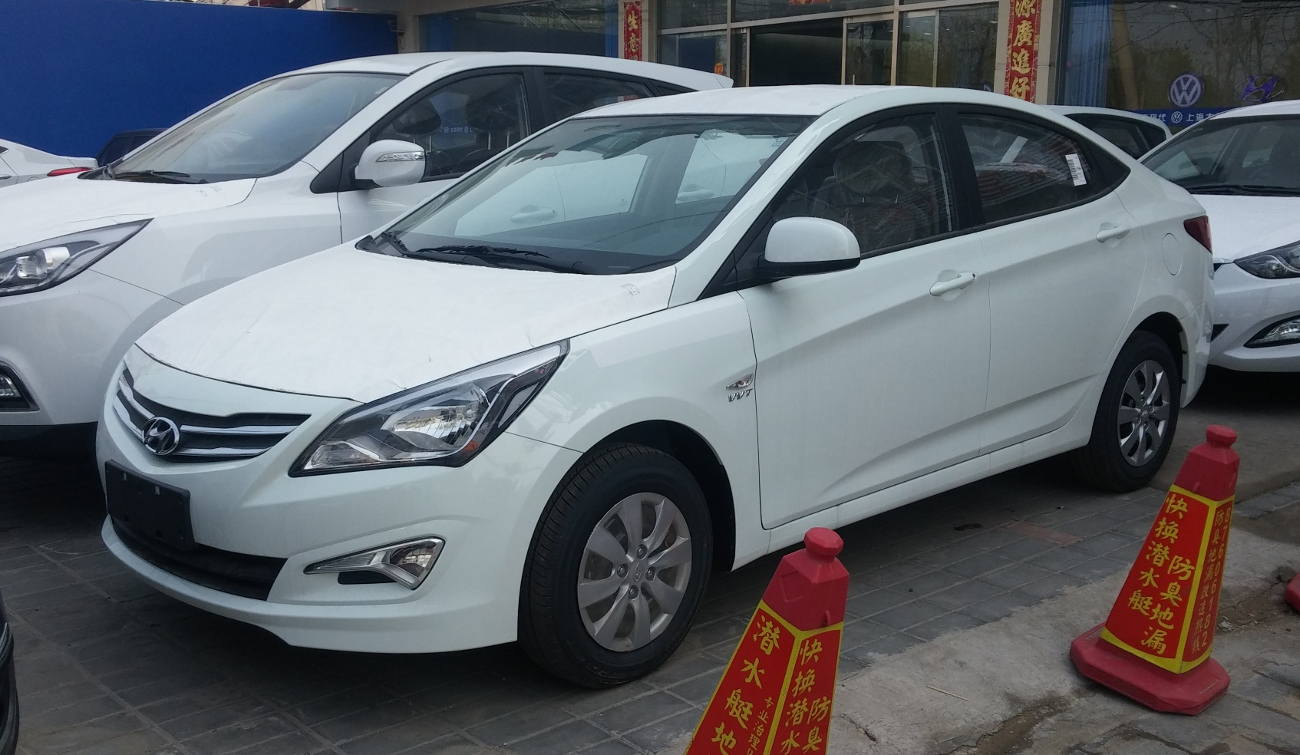
현대 베르나 루이나 (중국 현지 차종, 후기형) 후측면
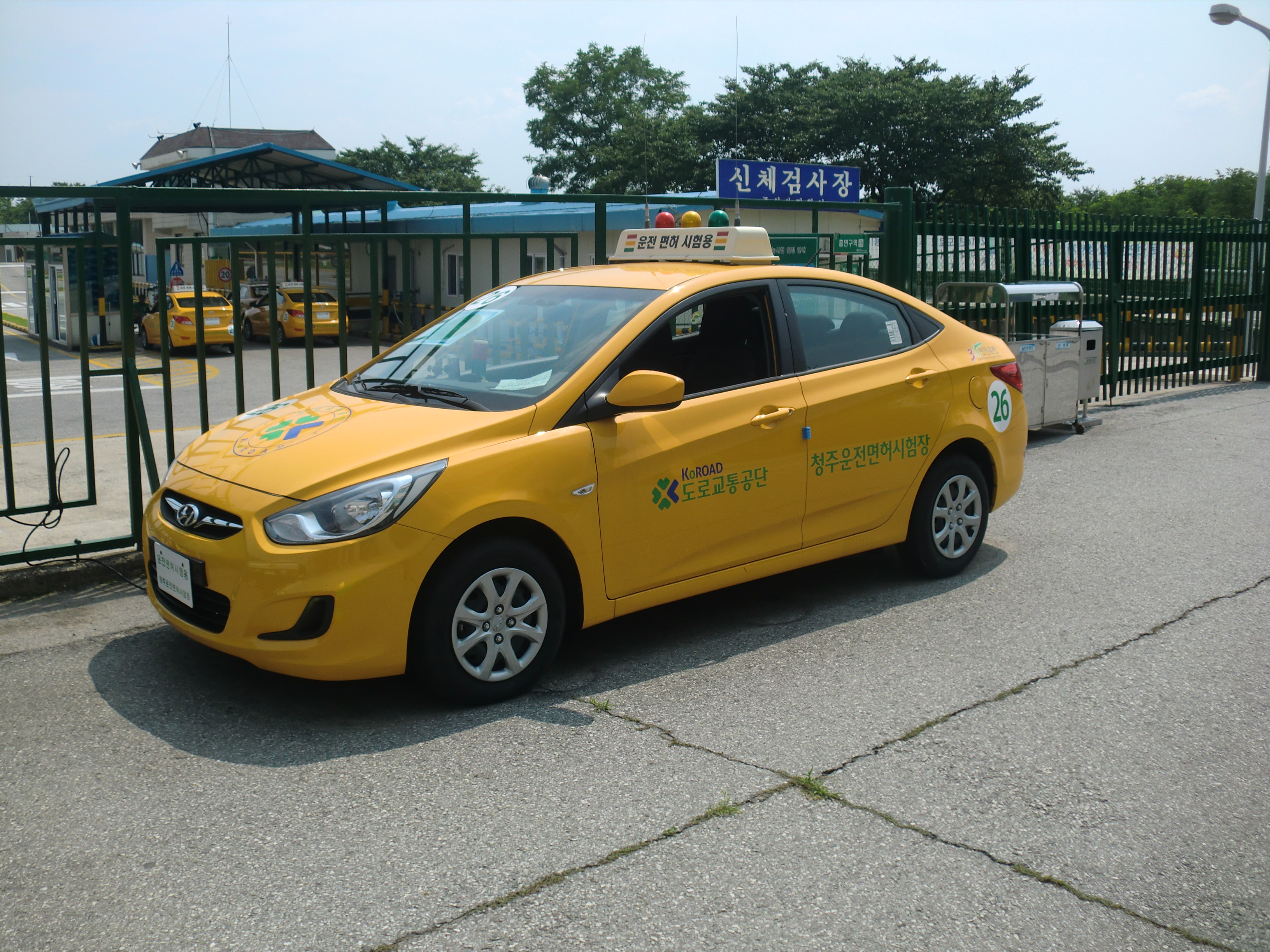
청주운전면허시험장의 기능시험용 차량으로 쓰이는 현대 엑센트
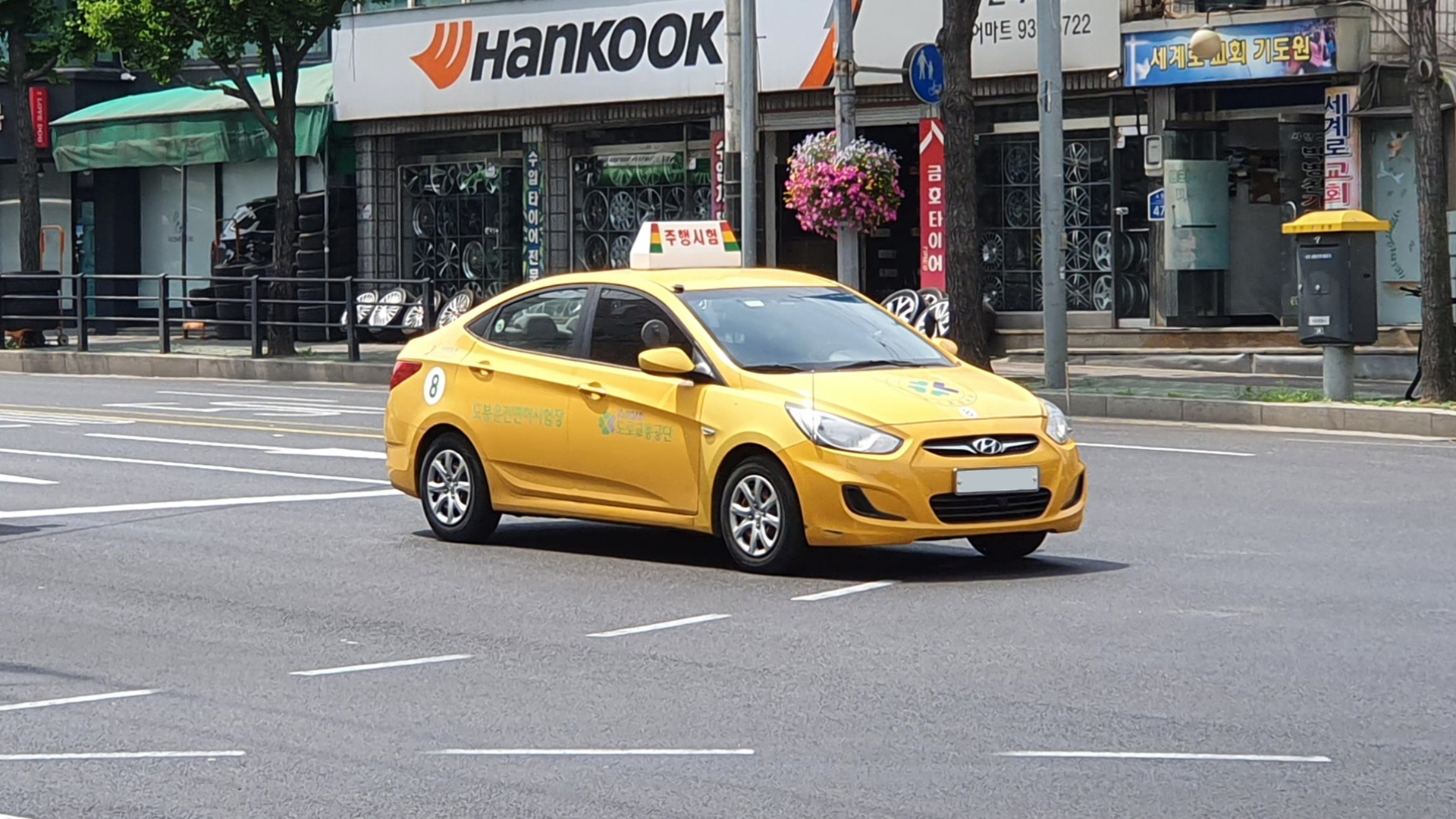
도봉운전면허시험장의 도로주행 시험용 차량으로 쓰이는 현대 엑센트
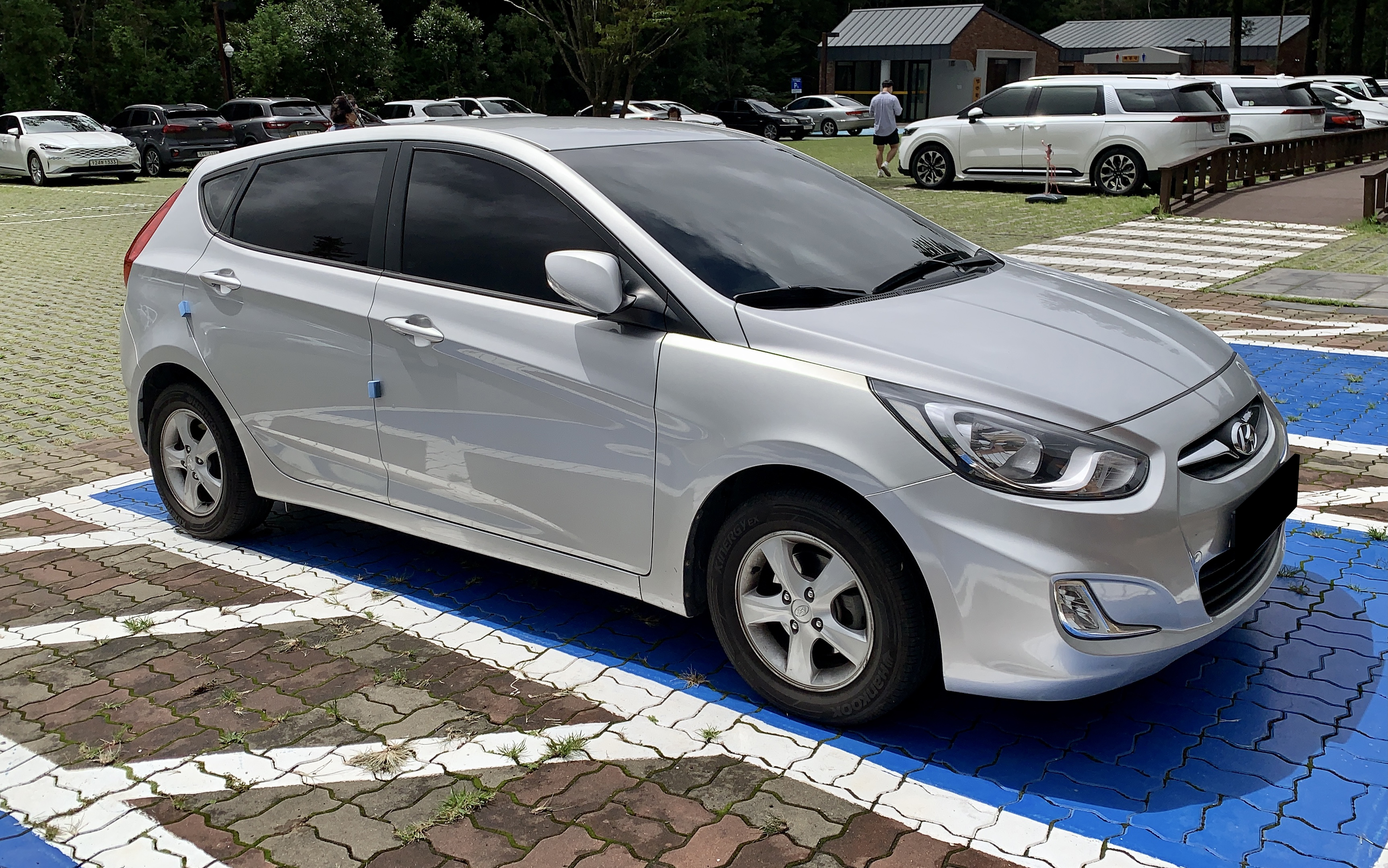
현대 엑센트 위트 (5도어) 정측면
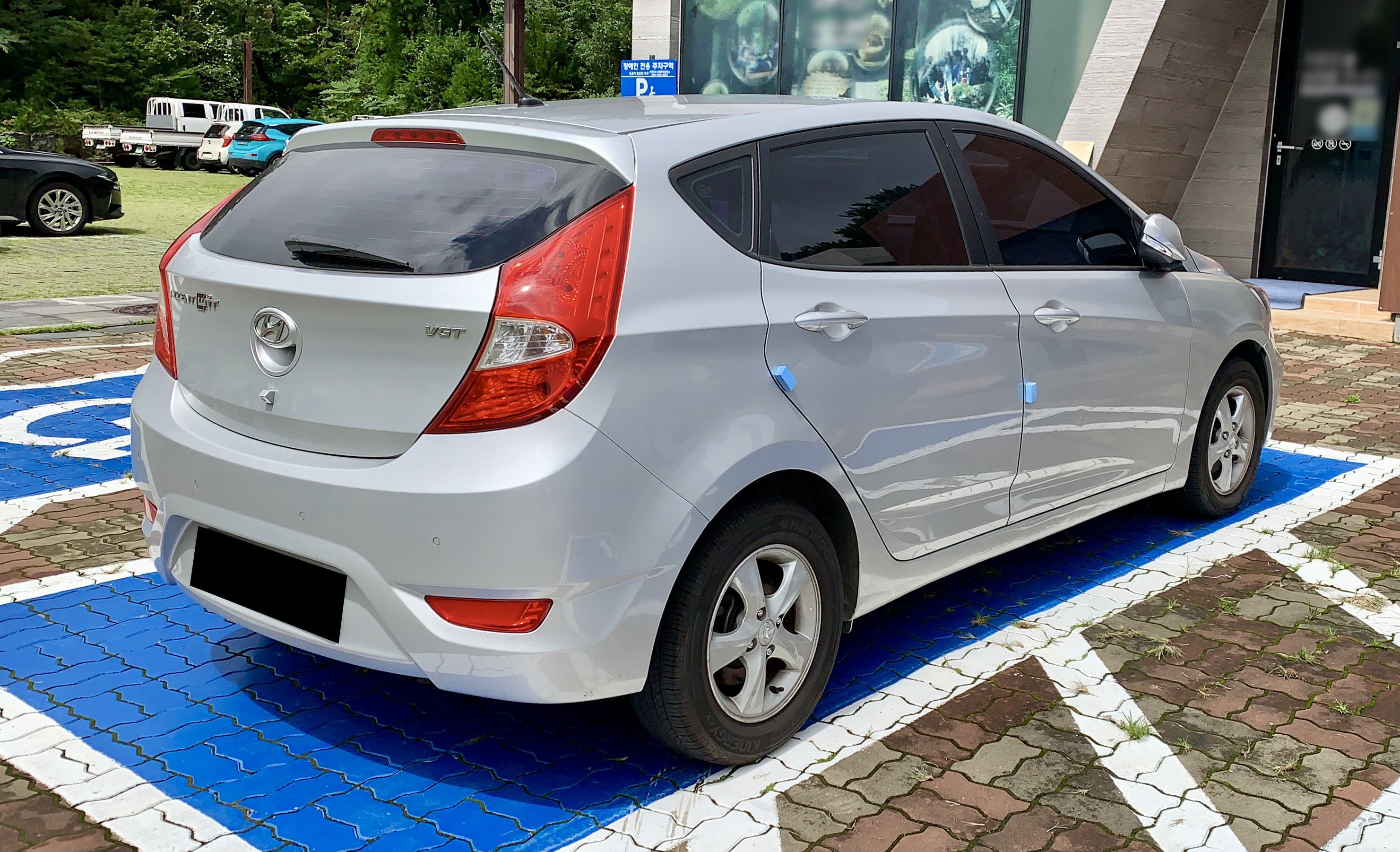
현대 엑센트 위트 (5도어) 정측면

| 구분                 | 1.4L 카파 MPI (2013년 3월 ~ 2019년 12월) | 1.4L 감마 MPI (2010년 11월 ~ 2013년 10월)                                                                                       | 1.6L 감마 GDI (2010년 11월 ~ 2017년 5월)                                                                                        | 1.6L 감마 GDI(ISG 장착) (2011년 9월 ~ 2017년 5월)                      | 1.6L U Ⅱ VGT(유로 5) (2011년 3월 ~ 2015년 1월)                                                                                | 1.6L U Ⅱ VGT(유로 6) (2015년 1월 ~ 2018년 8월) |
| -------------------- | --- | --- | --- | ---------------------------------------------------------------------- | --- | --- |
| 전장 (mm)            | 4,115(5도어 엑센트 위트) 4,370(4도어 엑센트) | 4,115(5도어 엑센트 위트) 4,370(4도어 엑센트)                                                                                    | 4,115(5도어 엑센트 위트) 4,370(4도어 엑센트)                                                                                    | 4,115(5도어 엑센트 위트) 4,370(4도어 엑센트)                           | 4,115(5도어 엑센트 위트) 4,370(4도어 엑센트)                                                                                  | 4,115(5도어 엑센트 위트) 4,370(4도어 엑센트) |
| 전폭 (mm)            | 1,705 | 1,705 | 1,705 | 1,705                                                                  | 1,705 | 1,705 |
| 전고 (mm)            | 1,455 | 1,455 | 1,455 | 1,455                                                                  | 1,455 | 1,455 |
| 축거 (mm)            | 2,570 | 2,570 | 2,570 | 2,570                                                                  | 2,570 | 2,570 |
| 윤거 (전, mm)        | 1,488(R16) 1,496(R15) 1,506(R14) | 1,488(R16) 1,496(R15) 1,506(R14)                                                                                                | 1,488(R16) 1,496(R15) 1,506(R14)                                                                                                | 1,488(R16) 1,496(R15) 1,506(R14)                                       | 1,488(R16) 1,496(R15) 1,506(R14)                                                                                              | 1,488(R16) 1,496(R15) 1,506(R14) |
| 윤거 (후, mm)        | 1,493(R16) 1,501(R15) 1,511(R14) | 1,493(R16) 1,501(R15) 1,511(R14)                                                                                                | 1,493(R16) 1,501(R15) 1,511(R14)                                                                                                | 1,493(R16) 1,501(R15) 1,511(R14)                                       | 1,493(R16) 1,501(R15) 1,511(R14)                                                                                              | 1,493(R16) 1,501(R15) 1,511(R14) |
| 승차 정원            | 5명 | 5명 | 5명 | 5명                                                                    | 5명 | 5명 |
| 변속기               | 수동 6단 CVT | 수동 5단 자동 4단 | 수동 6단 자동 6단 | 자동 6단                                                               | 수동 6단 자동 4단 | 수동 6단 DCT 7단 |
| 구동 형식            | 전륜구동 | 전륜구동 | 전륜구동 | 전륜구동                                                               | 전륜구동 | 전륜구동 |
| 엔진 형식            | G4LC | G4FA | G4FD | G4FD                                                                   | D4FB | D4FB |
| 연료                 | 가솔린 | 가솔린 | 가솔린 | 가솔린                                                                 | 디젤 | 디젤 |
| 배기량 (cc)          | 1,368 | 1,396 | 1,591 | 1,591                                                                  | 1,582 | 1,582 |
| 최고 출력 (ps/rpm)   | 100/6,000 | 108/6,200 | 140/6,300 | 140/6,300                                                              | 128/4,000 | 136/4,000 |
| 최대 토크 (kg*m/rpm) | 13.6/4,000 | 13.9/5,000 | 17.0/4,850 | 17.0/4,850                                                             | 26.5/1,900~2,750 | 30.6/1,750~2,500 |
| 연료 탱크 용량 (L)   | 43 | 43 | 43 | 43                                                                     | 43 | 43 |
| 요소수 탱크 용량 (L) | - | - | - | -                                                                      | - | - |
| 공차 중량 (kg)       | 1,035(4도어 수동 6단) 1,095(4도어 CVT) 1,040(5도어 수동 6단) 1,103(5도어 CVT) (이후 1,070(4도어 수동 6단) 1,105(4도어 CVT) 1,105(5도어 CVT)로 변경)                                                                        | 1,035(4도어 수동 5단) 1,060(4도어 자동 4단) 1,040(5도어 수동 5단) 1,065(5도어 자동 4단)                                         | 1,055(4도어 수동 6단) 1,085(4도어 자동 6단) 1,060(5도어 수동 6단) 1,090(5도어 자동 6단)                                         | 1,085(4도어 자동 6단) 1,090(5도어 자동 6단)                            | 1,155(4도어 수동 6단) 1,165(4도어 자동 4단) 1,160(5도어 수동 6단) 1,170(5도어 자동 4단)                                       | 1,190(4도어 수동 6단) 1,220(4도어 듀얼 클러치 자동 7단) 1,195(5도어 수동 6단) 1,230(5도어 듀얼 클러치 자동 7단) (이후 1,180(4도어 수동 6단) 1,215(4도어 듀얼 클러치 자동 7단) 1,220(5도어 듀얼 클러치 자동 7단)으로 변경) |
| 연비 (km/L)          | 도심 13.9/고속 16.5/복합 15.0(수동 6단) 도심 12.6/고속 16.4/복합 14.1(CVT) (이후 도심 12.7/고속 16.1/복합 14.1(4도어 수동 6단) 도심 12.0/고속 15.6/복합 13.4(4도어 CVT) 도심 11.9/고속 14.8/복합 13.1(5도어 CVT)으로 변경) | 18.0(수동 5단)/ 16.1(자동 4단) (이후 도심 13.2/고속 15.7/복합 14.3(수동 5단)/ 도심 12.1/고속 15.3/복합 13.3(자동 4단)으로 변경) | 18.2(수동 6단)/ 16.7(자동 6단) (이후 도심 13.6/고속 16.2/복합 14.7(수동 6단)/ 도심 12.6/고속 16.2/복합 14.0(자동 6단)으로 변경) | 17.7(자동 6단) (이후 도심 13.0/고속 16.3/복합 14.3(자동 6단)으로 변경) | 23.5(수동 6단)/ 20.0(자동 4단) (이후 도심 17.3/고속 22.1/복합 19.2(수동 6단)/ 도심 14.3/고속 20.4/복합 16.5(자동 4단)로 변경) | 도심 17.3/고속 21.8/복합 19.0(4도어 수동 6단) 도심 16.9/고속 20.3/복합 18.3(4도어 듀얼 클러치 자동 7단) 도심 17.3/고속 21.8/복합 19.0(5도어 수동 6단) 도심 16.7/고속 19.8/복합 18.0(5도어 듀얼 클러치 자동 7단) (이후 도심 16.4/고속 20.9/복합 18.2(4도어 수동 6단) 도심 12.0/고속 15.6/복합 13.4(4도어 듀얼 클러치 자동 7단) 도심 15.8/고속 19.5/복합 17.3(5도어 듀얼 클러치 자동 7단)로 변경) |
| Co2 배출량 (g/km)    | 113(수동 6단)/ 122(CVT) (이후 115(4도어 수동 6단) 122(4도어 CVT) 125(5도어 CVT)로 변경) | 130(수동 5단)/ 145(자동 4단) (이후 120(수동 5단)/ 129(자동 4단)로 변경)                                                         | 128(수동 6단)/ 140(자동 6단) (이후 116(수동 6단)/ 123(자동 6단)으로 변경)                                                       | 132(자동 6단) (이후 120(자동 6단)으로 변경)                            | 114(수동 6단)/ 135(자동 4단) (이후 99(수동 6단)/ 118(자동 4단)로 변경)                                                        | 100(4도어 수동 6단) (이후 102(4도어 수동 6단)로 변경) 105(4도어 듀얼 클러치 자동 7단) 100(5도어 수동 6단) 107(5도어 듀얼 클러치 자동 7단) |

## 5세대(HC, YC) (기아 리오(2세대 모델)와 형제차)

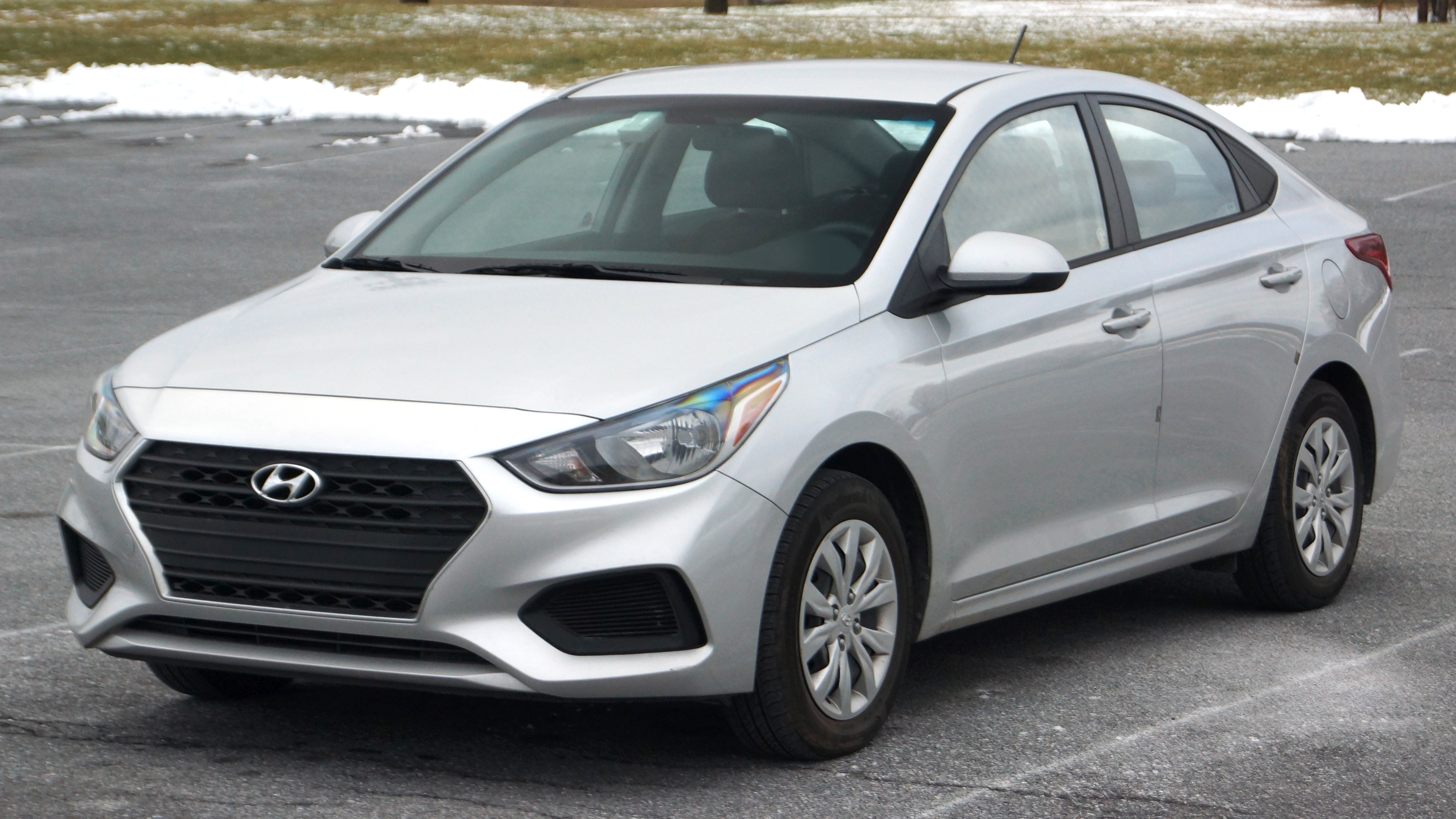
현대 엑센트 (북미 현지 차종, 전기형) 정측면

2017년부터 해외 시장에서는 프로젝트명 HC의 5세대 엑센트(쏠라리스 포함)를 출시했으며, 이보다 1년 앞선 2016년에 출시한 중국형의 코드명은 YC다. 출시 초기에 중국형은 번호판 위치가 범퍼에 있으며, 중국 외 국제 시장용은 번호판 위치가 트렁크 도어에 있었고, 페이스리프트 때 중국형도 번호판 위치를 트렁크 도어로 옮겼지만 테일램프 디자인이 서로 달라서 판매하는 시장마다 약간씩 디자인이 다르다. 중국에서는 베르나라는 이름으로 판매한다. 북미 판매분은 현대자동차의 멕시코 현지공장에서 생산했다.
출시 초기에는 6세대 아반떼의 132마력 1.6리터 가솔린 직접분사 엔진이 장착되었다가, 베뉴와 공용하는 123마력 스마트스트림 1.6리터 가솔린 MPI 엔진 및 CVT로 변경됐다.
대한민국에서는 소형차 시장의 부진 등으로 4세대 프라이드(2세대 리오)와 더불어 5세대 모델을 출시하지 않았다.
2022년을 마지막으로 북미 시장에서 판매가 중지되었으며, 북미 시장 역시 대한민국처럼 베뉴가 엑센트의 자리를 대체한다. 멕시코의 경우 브라질에서 생산한 현대 HB20이 엑센트의 자리를 메웠다.

## 6세대(BN7)

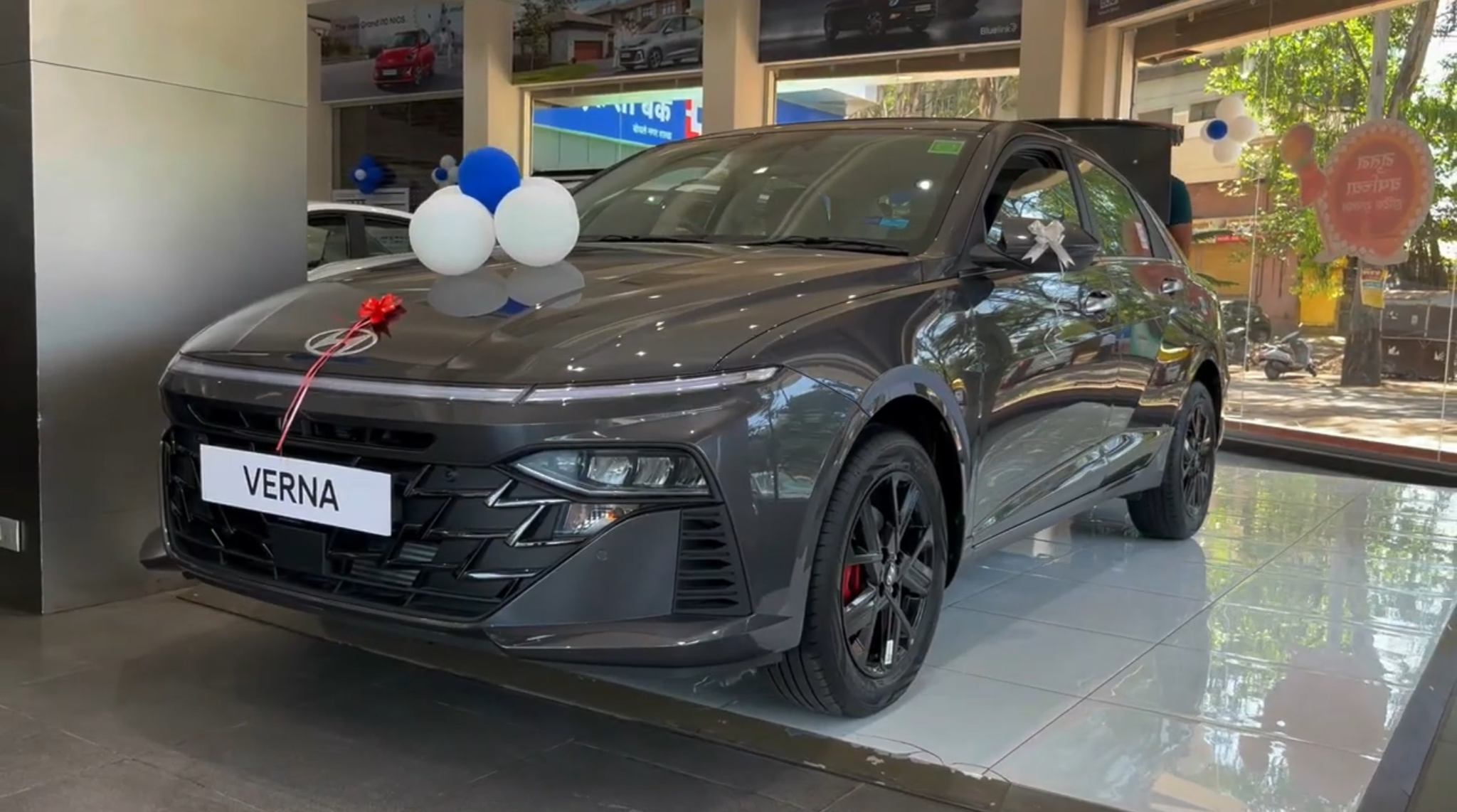
현대 엑센트 BN7 정측면

2023년 3월 21일 출시되었으며, 크기가 아반떼 XD 급으로 커졌다. 인도 첸나이 현지공장에서 생산하는 개발 도상국 시장용 차량으로 변모하였으며, 판매 시장도 인도와 중동, 남미 일부 국가로 한정되어 있다. 러시아를 비롯한 동유럽 국가에도 출시할 예정이었으나, 2022년 러시아-우크라이나 전쟁으로 인해 현대가 사실상 철수하면서 백지화되었다.

## 역대 슬로건

### 1세대(X3)
- 신세대·신감각 (엑센트)
- 야무진 차 (엑센트)
- 야무지고 강한차 (뉴 엑센트)

### 4세대(RB)
- Guy's License (엑센트 RB)
- 진정한 젊음의 특권 (엑센트 RB)

### 6세대(BN7)
- Futuristic. Ferocious. (엑센트 BN7)

## 라인업

### 1세대(X3)
엑센트(1994년 4월 ~ 1997년 2월)
| 구분   | 1.5L SOHC (3도어 프로) | 1.3L SOHC (4도어) | 1.5L SOHC (4도어) | 1.3L SOHC (5도어 유로) | 1.5L SOHC (5도어 유로) |
| ------ | ---------------------- | ----------------- | ----------------- | ---------------------- | ---------------------- |
| 엑센트 | 프로                   | ES 멀티 RS        | CS                | 멀티                   | 유로                   |

뉴 엑센트 (1997년 2월 ~ 1999년 6월)
| 구분      | 1.5L SOHC (3도어 프로) | 1.5L DOHC (3도어 프로) | 1.3L SOHC (4도어)     | 1.5L SOHC (4도어) | 1.5L DOHC 린번 (4도어) | 1.5L DOHC (4도어) | 1.3L SOHC (5도어 유로) | 1.5L SOHC (5도어 유로) | 1.5L DOHC 린번 (5도어 유로) | 1.5L DOHC (5도어 유로) |
| --------- | ---------------------- | ---------------------- | --------------------- | ----------------- | ---------------------- | ----------------- | ---------------------- | ---------------------- | --------------------------- | ---------------------- |
| 뉴 엑센트 | 프로                   | 레이싱 TGR             | ES 멀티 스페셜 에디션 | CS                | 린번                   | DOHC              | 멀티 스페셜 에디션     | 유로                   | 린번                        | DOHC                   |

### 4세대(RB)
엑센트 (2010년 11월 ~ 2019년 7월)
- 1.4L 가솔린 스타일
- 1.4L 가솔린 럭셔리 (이후 1.4L 가솔린 스마트로 변경)
- 1.4L 가솔린 스마트 스페셜
- 1.4L 가솔린 프리미어 (이후 1.4L 가솔린 모던으로 변경)
- 1.4L 가솔린 프리미엄
- 1.6L 가솔린 프리미어 (이후 1.6L 가솔린 모던으로 변경)
- 1.6L 가솔린 탑 (이후 1.6L 가솔린 프리미엄으로 변경)
- 1.6L 가솔린 블루 세이버
- 1.6L 디젤 스타일
- 1.6L 디젤 스타일 플러스
- 1.6L 디젤 럭셔리 (이후 1.6L 디젤 스마트로 변경)
- 1.6L 디젤 스마트 스페셜
- 1.6L 디젤 프리미어 (이후 1.6L 디젤 모던으로 변경)
- 1.6L 디젤 프리미엄

엑센트 위트 (2011년 3월 ~ 2019년 7월)
- 1.4L 가솔린 스마트
- 1.4L 가솔린 프리미어 (이후 1.4L 가솔린 모던으로 변경)
- 1.4L 가솔린 모던 스페셜
- 1.4L 가솔린 모던 스페셜 튜익스 크래용
- 1.4L 가솔린 프리미엄
- 1.4L 가솔린 프리미엄 튜익스 크래용
- 1.6L 가솔린 탑 (이후 1.6L 가솔린 프리미엄으로 변경)
- 1.6L 가솔린 프리미엄 튜익스 크래용
- 1.6L 가솔린 블루 세이버
- 1.6L 디젤 스마트
- 1.6L 디젤 프리미어 (이후 1.6L 디젤 모던으로 변경)
- 1.6L 디젤 모던 스페셜
- 1.6L 디젤 모던 스페셜 튜익스 크래용
- 1.6L 디젤 프리미엄
- 1.6L 디젤 프리미엄 튜익스 크래용

## 비디오 게임에서의 등장
- 3D운전교실
- Escape from Tarkov

## 같이 보기
- 기아 프라이드
- 제네시스 G70
- 현대 포터
- 현대 에어로시티